# Temple Grandin
Vous lisez un « article de qualité » labellisé en 2016.
Mary Temple Grandin, souvent simplement nommée Temple Grandin, née le 29 août 1947 à Boston, est une professeure de zootechnie et de sciences animales à l'université d'État du Colorado, docteure et spécialiste de renommée internationale dans cette même discipline. Elle monte en 1980 une entreprise d'ingénierie et de conseils sur les conditions d'élevage des animaux de rente, qui fait d'elle une experte en conception d'équipements pour le bétail. En 2012, près de la moitié des abattoirs à bovins d'Amérique du Nord sont équipés du matériel qu'elle a conçu ; depuis les années 1980 jusqu'en 2016, elle a collaboré à environ 200 articles de recherche.
Temple Grandin a été diagnostiquée avec des « dommages cérébraux » à l'âge de deux ans, et n'a pas parlé avant l'âge de trois ans et demi. Une intervention précoce lui a permis de progresser et de suivre sa scolarité jusqu'en doctorat, puis de vivre de son métier. Elle est également connue pour être la première personne autiste à avoir témoigné de son expérience de vie dans des autobiographies, Ma vie d'autiste en 1986 et Penser en images en 1995. Elle fait régulièrement appel à des techniques de scanographie, qui ont révélé le fonctionnement et la structure particulière de son cerveau spécialisé dans la pensée visuelle, une recherche publiée dans l'ouvrage Dans le cerveau des autistes, en 2013.
Elle s'implique pour la défense du bien-être animal, plaidant pour une meilleure prise en compte de la souffrance animale pendant l'élevage et l'abattage, s'opposant en particulier à l'élevage en batterie. Elle milite pour les droits des personnes autistes et souhaite la reconnaissance de l'autisme en tant que handicap, plutôt que maladie mentale. Dans L'Interprète des animaux, elle rapproche la perception animale de celle des autistes, notamment en termes de sensibilité à l'environnement. En se basant sur son expérience personnelle et l'observation des bovins, elle invente la machine à câlin, un appareil destiné à calmer les personnes hypersensibles.
Devenue très médiatique, Temple Grandin est une des personnes autistes les plus célèbres au monde. Oliver Sacks a contribué à la faire connaître grâce à son ouvrage Un anthropologue sur Mars, reprenant une phrase qu'elle avait utilisée pour décrire sa sensation de décalage en tant qu'autiste vivant parmi des personnes non autistes. Elle a popularisé l'expression Different, not less! (« Différent(e), pas inférieur(e) ! ») pour souligner les qualités des autistes. L'actrice Claire Danes l'incarne dans un téléfilm semi-biographique produit par HBO, sorti en 2010. Elle a été récompensée de très nombreuses fois pour son double investissement en faveur des animaux et de la connaissance de l'autisme, lui valant d'être qualifiée de « voix des sans-voix ».

## Biographie

### Parents et fratrie
Fille de Richard McCurdy Grandin et de son épouse Anna Eustacia Purves, Temple Grandin est l'aînée des quatre enfants du couple. Mary Temple est prénommée en hommage à sa grand-mère maternelle, Mary Temple Bradley,. Son père, surnommé Dick, est un ancien militaire devenu agent immobilier. Sa mère, dont le prénom usuel est Eustacia, est écrivaine, actrice et chanteuse. Née en septembre 1926, elle est la fille de John Coleman Purves, l'un des coinventeurs du pilote automatique.
Temple a une sœur, née en mai 1949, et deux frères : Lee Robert, né sept ans plus tard, et Bruce. Ses deux grands-pères (paternel et maternel) sont décrits comme « extrêmement intelligents », mais déficients socialement. Par ailleurs, elle pense que son père avait un syndrome d'Asperger, ce qui d'après elle expliquerait ses tendances obsessionnelles et routinières. Elle note également des tendances autistiques chez son grand-père maternel, et la présence d'ingénieurs, d'artistes et de musiciens parmi sa famille. Elle décrit sa sœur comme étant dyslexique, mais brillante dans l'art de la décoration intérieure.

### Enfance

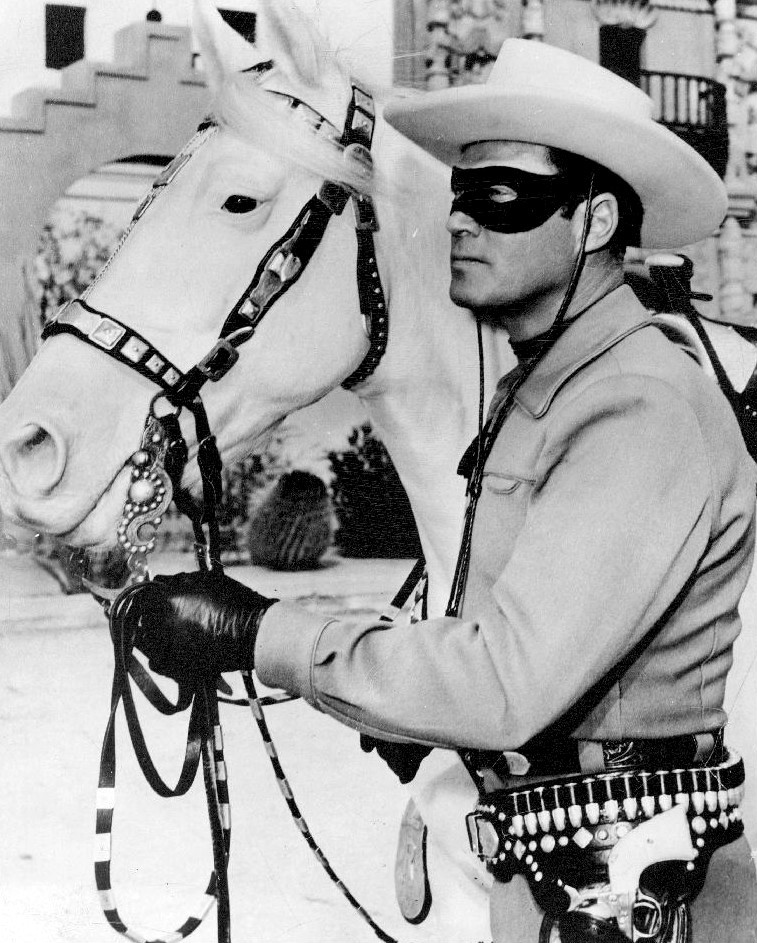
The Lone Ranger, l'une des séries télévisées que Temple Grandin aimait regarder étant enfant.

Mary Temple Grandin naît le 29 août 1947 à Boston dans le Massachusetts. D'après son autobiographie, sa mère constate dès les premiers mois qu'elle est différente des autres enfants, l'estimant « trop sage ». À l'âge de six mois, elle n'aime pas être prise dans les bras, observe longuement des objets, et semble à la fois sourde et hypersensible aux bruits. Elle ne regarde pas les gens dans les yeux, ne rit et ne sourit pas, et montre de la persévération, c'est-à-dire l'impossibilité d'interrompre une activité qu'elle a entamée, même si elle en a envie, ce qui énerve les adultes qui s'occupent d'elle. Elle reste non-verbale jusqu'à trois ans et demi, et témoigne qu'elle comprenait ce qui lui était dit, mais ne trouvait pas de moyen de communiquer autrement qu'en criant ou en battant des mains,. Elle aime ressentir des pressions, par exemple en s'enroulant dans une couverture ou en se plaçant sous un coussin de canapé, mais elle est paniquée par les pressions qu'elle ne peut contrôler, telles que le port de vêtements inconfortables et les câlins. Elle a l'habitude de tourner sur elle-même (ou de faire tourner des objets) pendant des heures. Son hypersensibilité aux bruits n'est généralement pas comprise des adultes. Lors de ses goûters d'anniversaire, le bruit des autres enfants entraîne des réactions violentes de sa part, comme le jet d'objets à travers la pièce. Elle est également hypersensible au toucher et aux odeurs, détestant les vêtements qui irritent sa peau et les parfums forts. Elle commence très tôt à créer et modifier des objets variés, allant des avions en papier aux peintures, en passant par les cartes à jouer. Elle montre des intérêts obsessionnels pour certains sujets, tels que des objets mécaniques ou les élections américaines, dont elle parle énormément et à propos desquels elle pose de très nombreuses questions, toujours les mêmes, à son entourage.
Enfant, Temple Grandin n'est pas spécialement timide. Elle a des contacts réguliers avec d'autres enfants, et aime regarder des séries à la télévision, notamment Les Aventures de Superman et The Lone Ranger. Ses autres loisirs se partagent entre la construction d'objets (tel un cerf-volant en forme d'oiseau qu'elle accroche à l'arrière de son vélo), le jeu à l'extérieur, et le jeu de plateau. Elle dit avoir détesté les activités traditionnelles des filles, telles que jouer à la poupée. Elle insiste sur le rôle joué par son environnement culturel et familial, dans les États-Unis des années 1950 et 1960. Temple Grandin témoigne avoir rencontré de nombreux professeurs qui la croyaient « retardée », et ont estimé qu'elle n'accomplirait rien dans sa vie.

#### Premiers examens

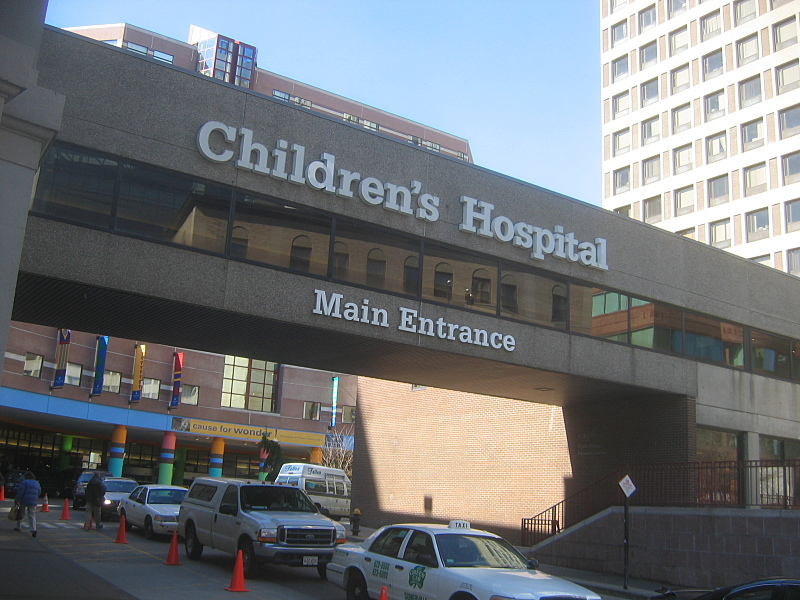
L'hôpital pour enfants de Boston, où Temple Grandin a passé ses premiers examens.

Il existe de légères variantes dans le récit du premier examen médical de Temple Grandin.
Selon l'écrivain-journaliste Adam Feinstein, Temple Grandin lui aurait déclaré lors d'une interview qu'en 1949, alors qu'elle était âgée de deux ans et demi, un neuropédiatre de Boston, Bronwyn Cruthers, lui aurait diagnostiqué des « lésions cérébrales »,, avant qu'à l'âge de cinq ans, un « psychiatre juif autrichien », Henry Wurmer, ne la diagnostique avec autisme.
D'après sa biographe Annette Wood, Temple Grandin aurait été diagnostiquée avec « schizophrénie infantile » à l'hiver 1951.
Dans ses autobiographies, Temple Grandin relate qu'à trois ans, incapable de parler, elle aurait été examinée par Bronson Crothers, alors directeur du service de neurologie de l'hôpital pour enfants de Boston,. Ce neuropédiatre l'aurait soumise à une électroencéphalographie afin de s'assurer qu'elle ne souffre pas d'absence épileptique, puis à des tests audiométriques afin de vérifier qu'elle ne soit pas atteinte de surdité,, enfin à un test d'évaluation de l'autisme infantile. Crothers aurait conclu l'examen de Grandin en déclarant à sa mère : « Eh bien, c'est certainement une étrange petite fille » (« Well, she certainly is an odd little girl »). Temple Grandin précise que l'électroencéphalogramme et les audiogrammes sont « normaux ».
D'après les souvenirs de sa mère Anna Eustacia Purves, Grandin aurait été examinée par un certain Bronson Caruthers, responsable de la clinique d'orientation Judge Baker de Boston, et son équipe. D'autre part, ce serait une assistante de Caruthers, le docteur Meyer, qui aurait déclaré « Eh bien, c'est certainement une étrange petite fille ».
D'après Temple Grandin, six mois plus tard, alors âgée de trois ans et demi, elle commence à verbaliser par des « productions sonores de base, infantiles, mais ayant un sens ». Elle est alors réexaminée par Crothers,. Le neuropédiatre se montre confiant dans sa capacité d'apprentissage du langage : « C'est une étrange petite fille, mais elle apprendra à parler » (« She's an odd little girl, but she'll learn how to talk »), déclare-t-il à sa mère. Il diagnostique cependant des « lésions cérébrales » (« brain damage »). D'après Steve Silberman, ce diagnostic était fréquemment posé aux enfants autistes à cette époque, où l'autisme restait largement méconnu.

#### Intervention individuelle précoce
Le comportement de Temple Grandin a rapidement entraîné des disputes parentales. Son père souhaite la confier à un établissement pour malades mentaux, mais sa mère s'oppose fortement à cette idée, et recommande une éducation individuelle spécialisée, adaptée à son cas précis. Grâce à ses ressources financières, elle prend des précautions afin que Temple ne soit pas placée dans une institution. Le Pr Crothers l'envoie chez une orthophoniste, qui lui apprend à articuler convenablement grâce à une intervention intensive, de l'ordre de trois rendez-vous par semaine. Elle suit vingt heures hebdomadaires de thérapie du langage. Elle témoigne des efforts de sa mère afin que les interventions s'effectuent à domicile : celle-ci embauche une gouvernante dès que Temple atteint deux ans et demi, spécifiquement pour s'occuper d'elle. D'après Temple, cette femme applique une méthode assez proche des actuelles thérapies cognitivo-comportementales, en lui interdisant de manifester ses stéréotypies et en lui apprenant les règles sociales, notamment la politesse. Eustacia paie également des écoles privées pour s'assurer que les besoins particuliers de sa fille soient pris en compte. Temple Grandin est reconnaissante à sa mère d'avoir permis cette intervention précoce : « Maman a accompli un travail héroïque. En fait, elle a découvert toute seule le traitement standard que les médecins appliquent aujourd'hui. » Elle estime également qu'être née à une époque de forte méconnaissance de l'autisme et en l'absence de théories psychologiques est une chance : « À peine dix ans plus tard, un médecin [...] m'aurait envoyée dans une institution ».
À 5 ans, Temple a, selon sa mère, les compétences suffisantes pour entrer dans une école privée pour les jeunes enfants, aux règles très strictes. Elle la prend en charge pour l’apprentissage de la lecture. D'après sa biographe Annette Wood, il est remarquable qu'elle soit parvenue à apprendre suffisamment la vie en société pour fréquenter l'école élémentaire. Sa mère n'a jamais considéré la manifestation publique de comportements excessifs (colères) et de stéréotypies autistiques comme acceptables, et lui a appris les règles sociales dans une stricte discipline, dans le but de lui éviter l'institutionnalisation. Regarder la télévision est considéré comme une récompense (par exemple après avoir fait ses devoirs de classe) et un privilège, le temps que Temple y passe est strictement contrôlé. D'après Temple, sa mère a également veillé à ce qu'elle ait des contacts sociaux réguliers, qu'elle fasse des sorties, et a valorisé ses activités et ses progrès de manière à lui donner une bonne estime d'elle-même.

### Adolescence

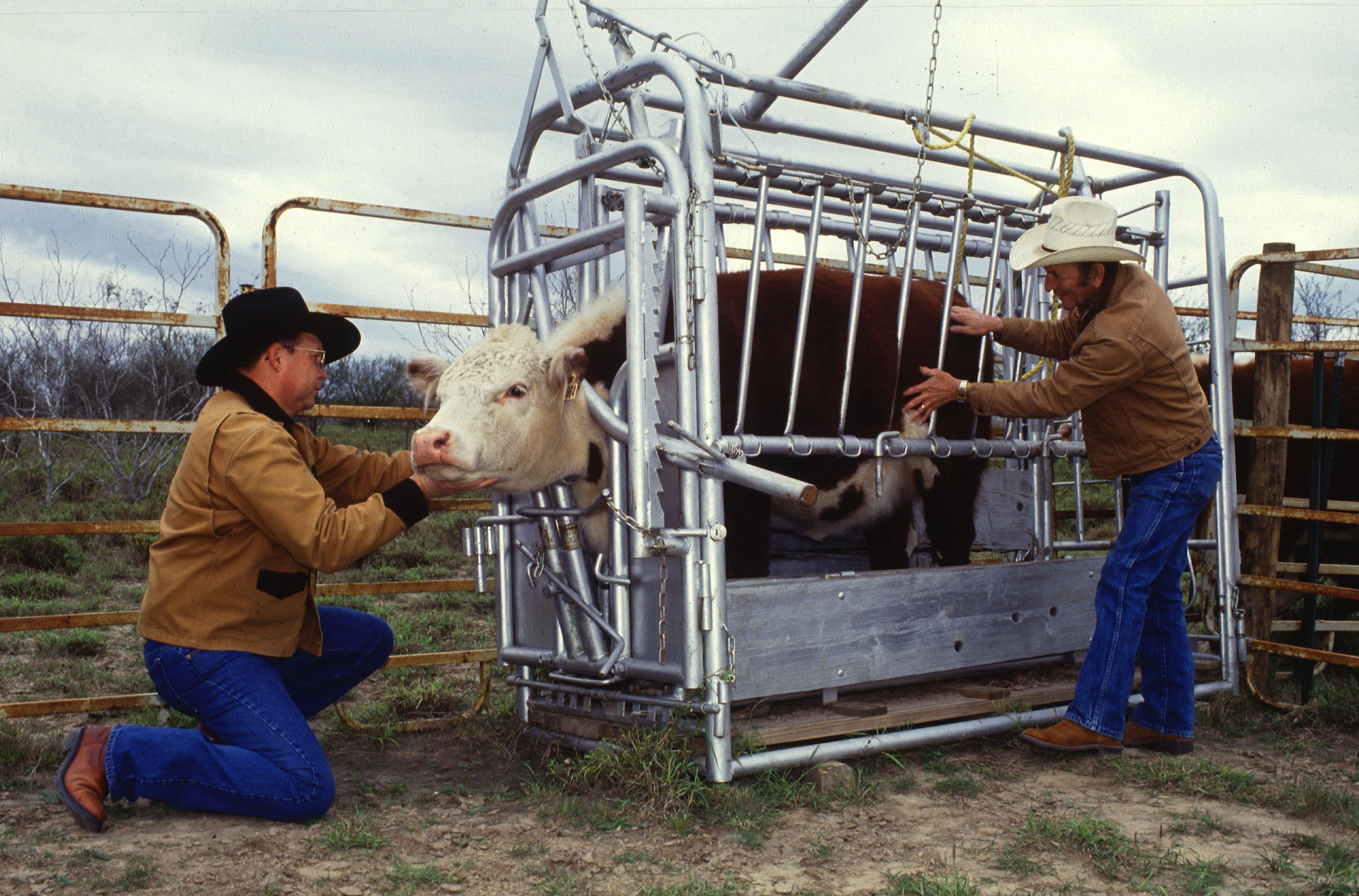
Le travail à ferrer les bovins, comme ce modèle portable, inspire à Temple Grandin sa machine à câlin.

Devenue adolescente, Temple Grandin se passionne pour la littérature et les séries de science-fiction, comme Au-delà du réel, ainsi que la réalisation de maquettes d'avion. Elle est rejetée par la plupart des autres enfants, qui jugent son élocution et ses idées étranges (à l'exception, témoigne-t-elle, de quelques nerds qui apprécient partager ses activités), et obtient de mauvais résultats scolaires. Temple ignore toujours qu'elle est autiste lorsqu'elle arrive en high school, ce qu'elle décrit comme les pires années de sa vie. Contrairement aux autres élèves, elle ne s'intéresse pas aux relations sociales, ni aux sujets de mode et de séduction. Elle est harcelée, les autres élèves l'appelant « magnétophone » à cause de sa tendance à répéter les mêmes choses, ou « squelette » en référence à sa maigreur. Ces nouvelles difficultés lui provoquent des crises d'angoisse et de panique,. Elle commence à occuper de petits emplois dès 13 ans, comme couturière, créant des robes et autres vêtements. Elle garde un bon souvenir de ce métier, exercé dans une ambiance calme.
À cause de ses crises de colère, elle est renvoyée de son école de filles de Norwich, dans le Connecticut, au bout de deux ans et demi, à l'âge de 14 ans, après avoir jeté un livre sur une élève qui la harcelait,. Sa mère la place dans un internat qu'elle avait visité dans le cadre de son travail de journalisme, destiné aux élèves « doués » et perturbés émotionnellement, à Rindge, dans le New Hampshire, en janvier 1960. Elle y apprécie beaucoup le contact avec les animaux. Elle y pratique l'équitation, et témoigne que la monte et le contact avec le cheval calment ses angoisses et son hyperactivité. Elle prend en charge les soins aux chevaux et se réfugie auprès de ces animaux pour échapper au harcèlement des autres élèves. Elle se passionne toujours pour la construction d'objets, et passe du temps avec son professeur de sciences, M. Carlock, qui l'encourage à poursuivre ses études dans l’ingénierie. Elle le considère comme l'un des mentors qui lui ont permis de réussir sa vie, : « Je perdais beaucoup de temps et n'étudiais pas jusqu'à ce que M. Carlock, mon professeur de sciences, trouve un moyen de me motiver à nouveau à étudier ». Elle parvient à nouer une amitié avec sa camarade de chambre grâce à certaines passions partagées, comme sa collection de chevaux en plastique.
Alors que Temple Grandin a environ 15 ans, sa mère découvre une liste de critères diagnostiques de l'autisme publiée par le Dr Bernard Rimland. En l'examinant, elle relève de nombreuses caractéristiques de sa fille, et estime que les symptômes de Temple correspondraient à l'autisme. En 1962, Eustacia Purves et Richard McCurdy Grandin divorcent, mais Eustacia se re-marie avec le saxophoniste new-yorkais Ben Cutler en 1965, alors que Temple est âgée de 18 ans. Cela lui permet de rencontrer la sœur de Ben, Ann Becham, qui l'invite dans son ranch en Arizona. Durant l'été qu'elle passe dans ce ranch, sa tante l'encourage à mettre à profit ses compétences d’ingénierie. Elle modifie un portail afin de le rendre plus facile à fermer, répare des toits et des clôtures, apprend à conduire, monte à cheval, et se découvre une affinité pour l'observation du comportement des bovins. En observant comment les bovins se calment dans un travail à ferrer, elle conçoit ce qui deviendra plus tard sa machine à câlin. Elle entre à l'université Franklin Pierce, toujours à Rindge. C'est dans le cadre de ses études de psychologie qu'elle conçoit un prototype de machine à câlin, qu'elle teste sur elle-même et fait tester aux autres élèves. Cela provoque la peur et l'étonnement des psychologues et de sa mère qui, influencés par les théories freudiennes de l'époque, soupçonnent Temple Grandin d'avoir un problème d'ordre sexuel. Elle témoigne que l'usage de la machine lui a permis de réguler ses angoisses et de gagner en empathie.

### Formation et diplômes

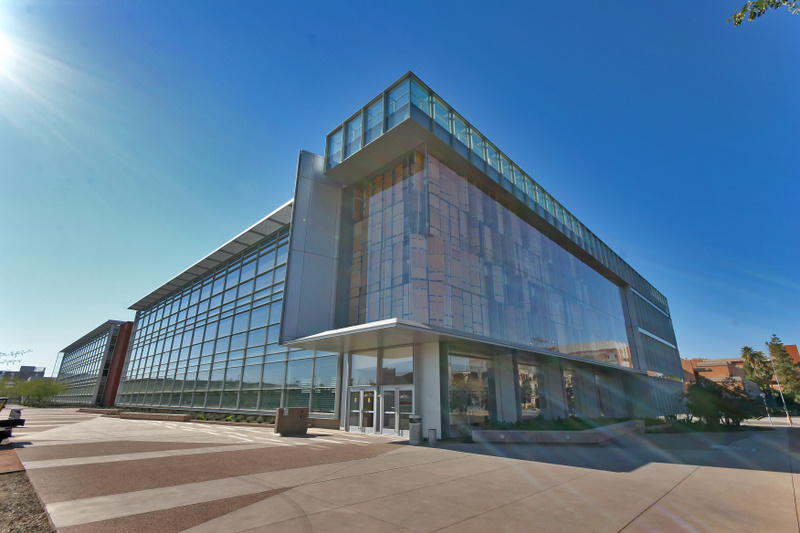
Bâtiment de l'université d'État de l'Arizona à Tempe.

Temple Grandin ignore sa condition d'autiste durant toute sa scolarité, bien qu'elle dise avoir eu conscience de sa différence. Elle obtient, en 1970, son baccalauréat universitaire en psychologie à l'université Franklin Pierce avec mention (with honors), terminant deuxième sur les 400 élèves que compte l'établissement. Elle poursuit ses études à l'université d'État de l'Arizona de Tempe, grâce à son diplôme de psychologie. Cependant, elle souhaite étudier la psychologie des animaux plutôt que celle des êtres humains. Elle choisit le comportement des bovins d'élevage pour sujet de maîtrise (MS), ce qui lui est fortement déconseillée par ses enseignants, à cette époque où il n'existe pas de formations diplômantes en zootechnie dans les universités américaines. Elle conserve néanmoins ce sujet de maîtrise. Elle est en réalité étudiante à mi-temps, puisqu'elle travaille en parallèle comme ouvrière dans des élevages bovins, assistant notamment à la castration, au marquage et à la conduite du bétail. Elle visite également de nombreux abattoirs. Elle décroche son diplôme en 1975. En 1989, elle obtient un doctorat (PhD) en zootechnie à l'université de l'Illinois à Urbana-Champaign,. Elle témoigne qu'une partie de son succès durant son parcours scolaire est dû au soutien de l'un de ses enseignants, Bill Carlock, qui l'a encouragée à s'appuyer sur sa compréhension instinctive du comportement animal. Elle a, d'après elle, des faiblesses de mémoire à court terme, mais des facilités à mémoriser des configurations visuelles qu'elle restitue ensuite dans des schémas, une faculté qui ne lui paraît « pas extraordinaire ».

### Carrière de zootechnicienne

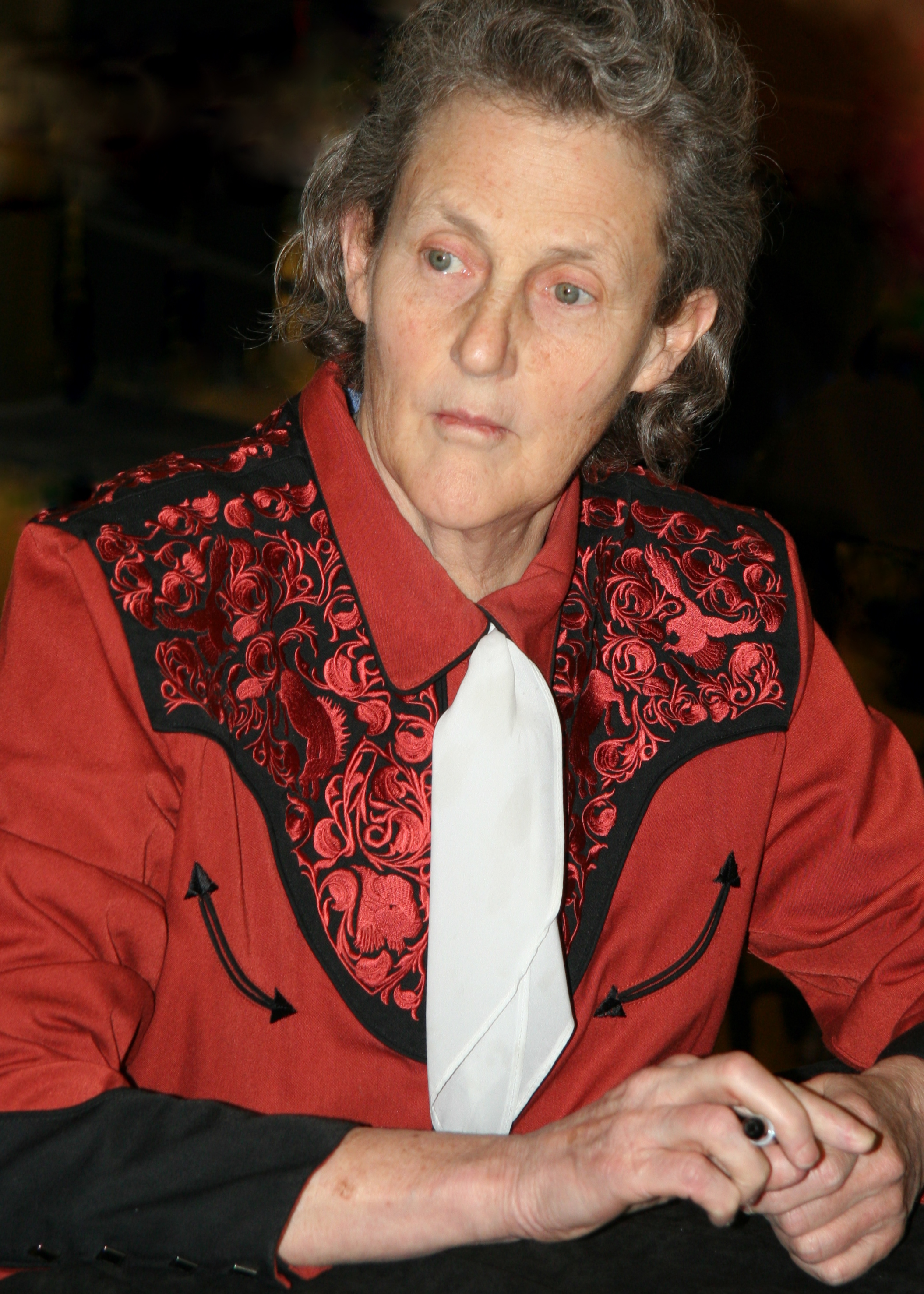
Temple Grandin en 2011, lors d'une séance de dédicaces dans le Minnesota.

Temple Grandin crée sa société de conseils et d’ingénierie en équipement pour le bétail, Grandin Livestock Handling Systems [« Systèmes de contention du bétail Grandin »], en 1980. D'après Annette Wood, elle a rapidement eu conscience de la peur et de l'anxiété ressenties par les bovins d'élevage, peut-être parce qu'elle estime, grâce à son expérience de la machine à câlin, que son système nerveux fonctionne comme le leur. Elle expérimente, dès le début de sa carrière, diverses techniques alors pionnières, permettant de mieux prendre en compte le point de vue et la perception de ces animaux. Elle gagne rapidement en réputation grâce à sa capacité à trouver ce qui effraie les animaux ou les empêche de se mouvoir. Elle passe cependant pour très étrange auprès de sa clientèle et de ses proches, en raison de sa voix forte et criarde, de son habitude de battre des mains et de sa méconnaissance en matière de style vestimentaire. Elle estime devoir améliorer le système de gestion du bétail et de son abattage aux États-Unis, un domaine qui n'avait fait l'objet d'aucune attention ni d'études particulières jusqu'alors. Elle crée des matériaux, des appareils de contention et des pistes, notamment conçues en arrondi de manière à respecter la tendance naturelle des bovins à suivre des courbes. Elle aménage aussi des couloirs afin d'éviter aux animaux de voir les ouvriers autour d'eux, avec des matériaux antidérapants pour prévenir leurs chutes.
En parallèle, elle travaille pendant sept ans comme journaliste pour le magazine Arizona ranchmen, puis pour d'autres publications du même domaine. Cela lui permet de travailler son écriture et de se faire connaître dans le milieu de l'édition et du journalisme. Elle a failli perdre un poste de rédactrice magazine à l'occasion d'un changement de direction, le nouveau patron la trouvant trop « étrange ».
Elle devient professeure de zootechnie à l'université d'État du Colorado en 1990, au moment de la publication de son article scientifique sur la machine à câlin. Elle accompagne le mouvement naissant en faveur du bien-être animal, et fait l'objet d'une importante exposition médiatique à cette époque. Elle rencontre un ancien maréchal-ferrant, Mark Deesing, qui devient son unique employé à plein temps et s'occupe de sa communication auprès des éleveurs bovins des États-Unis. Temple Grandin est notamment invitée à donner des conférences et des présentations auprès d'éleveurs, ce qui lui permet d'apprendre à parler en public et à manier l'humour. De grandes sociétés, comme McDonald's et Burger King, lui commandent des audits pour vérifier que leurs fournisseurs respectent le bien-être animal ; elles contribuent à asseoir sa notoriété. Cela conduit de nombreux abattoirs et éleveurs à moderniser leurs installations, de crainte de perdre leur clientèle. En 1996, d'après une inspection fédérale qu'elle supervise auprès de 24 abattoirs situés dans 10 États américains, seuls 30 % d'entre eux ne respectent pas le bien-être animal pendant l'abattage. Elle participe désormais à des audits pour des entreprises situées dans un grand nombre de pays.
En 2012, en Amérique du Nord, environ la moitié du bétail envoyé dans un abattoir emprunte un appareil de contention à piste centrale qu'elle a élaboré pour les établissements de traitement des viandes,.

## Autisme
Temple Grandin est connue pour ses articles parus dans la presse spécialisée à propos de l'autisme et pour ses ouvrages à ce sujet. Elle entre en contact avec l′Autism Society of America (Société américaine de l'autisme, ASA) au milieu des années 1980, dans le but de rencontrer d'autres personnes comme elle, et y croise le Dr Ruth Sullivan, mère d'un enfant autiste, qui témoigne à cet égard :

« Une grande jeune femme se tenait debout à la périphérie du groupe et semblait suivre les discussions avec beaucoup d'intérêt. Timide et agréable, mais la plupart du temps elle se contentait d'écouter. J'appris que son nom était Temple Grandin. Ce n'est que bien plus tard dans la semaine que j'appris qu'elle était une personne avec autisme. Je l'abordais et lui demandais si elle accepterait de parler pendant la prochaine conférence annuelle [de l'ASA]. Elle accepta. L'année suivante, Temple s'adressa à l'audience [de l'ASA]. Les gens étaient assis sur au moins trois rangées. Le public cherchait à tout savoir d'elle. Ici, pour la première fois, quelqu'un pouvait nous dire, à partir de sa propre expérience, ce que c'était d'être extrêmement sensible au son [...]. On lui a posé de nombreuses questions : « Pourquoi mon fils tourne-t-il tant sur lui-même ? Pourquoi porte-t-il les mains à ses oreilles ? Pourquoi ne me regarde-t-il pas ? » Elle parlait de sa propre expérience, et sa vision était impressionnante. Il y avait des larmes dans plus d'une paire d'yeux ce jour-là. Temple est rapidement devenue une oratrice très recherchée parmi la communauté de l'autisme. »

— Dr Ruth Sullivan (préface), The Way I See It
D'après Sean Barron, Temple Grandin a un autisme classique depuis sa naissance, en raison de son retard de langage et de ses stéréotypies dues à son hypersensibilité au bruit et au toucher. À travers son expérience, elle donne des éléments de compréhension tant aux proches qu’aux professionnels qui les côtoient. Elle témoigne également sur la médication qu'elle prend au quotidien depuis les années 1980 pour soulager ses problèmes d'anxiété, du Tofranil, qui aurait d'après elle réduit de 90 % la fréquence de ses moments de panique dès la première semaine de prise, et diminué notablement sa persévération. L'intégration du syndrome d'Asperger dans la classification médicale DSM-IV en 1994 a contribué à lui donner de la notoriété. Elle devient populaire en ce domaine après la publication de son ouvrage Thinking in pictures (Penser en images), en 1995.
L'économiste Tyler Cowen s'est entretenu avec elle des avantages économiques apportés par les personnes autistes dans la société.

### Neuroimagerie

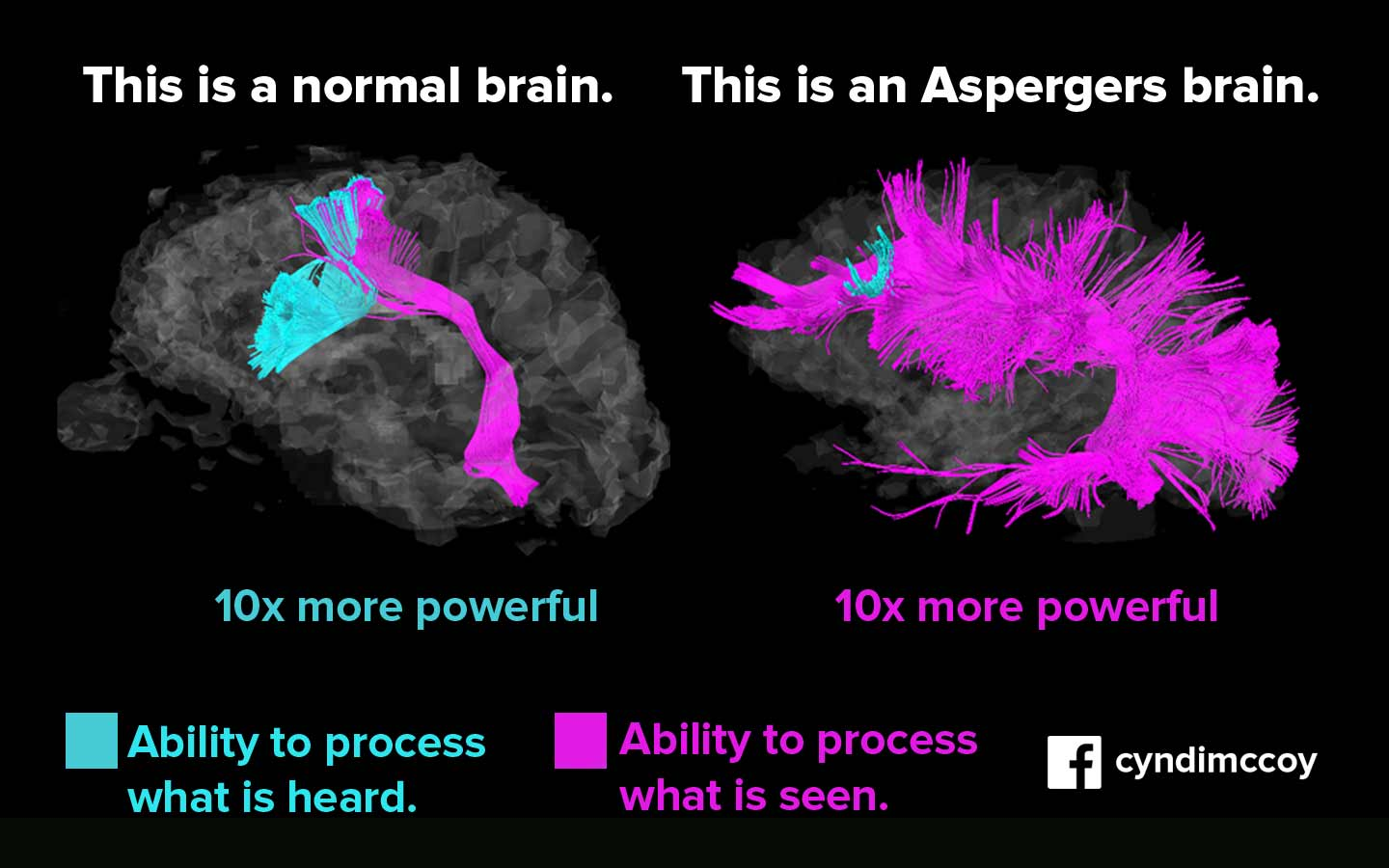
Schéma créé sur la base des travaux du Dr Walter Schneider de l'université de Pittsburgh, comparant le fonctionnement du cerveau d'une personne non autiste (à gauche) avec celui de Temple Grandin.

Temple Grandin a passé une première IRM en 1987, alors que la technique restait balbutiante. Depuis, elle a fait appel à de nombreuses techniques de scanographie, afin de mieux comprendre son propre fonctionnement autistique et d'aider la recherche.
Elle a été mise en imagerie à l'université de l'Utah, pour une publication en 2013. À cette occasion, la structure de son cerveau a été décrite comme « remarquable ». Son activité neuronale atypique explique ses points forts et ses difficultés. Son cerveau droit est notablement plus actif et développé que son cerveau gauche, ce qui a été proposé comme explication à ses difficultés d'ordre social et à sa compréhension limitée des mots. Il semble que son cerveau droit ait compensé les défaillances de son cerveau gauche, notamment en lui donnant une excellente mémoire visuelle. Son amygdale est notablement plus grosse que la moyenne, et son gyrus fusiforme plus petit. Elle a autorisé l'université de Pittsburgh à diffuser une représentation 3D de son cerveau. Le volume des axones responsables des informations visuelles dans le cortex frontal est environ dix fois plus important que dans un cerveau neurotypique, tandis que le volume des axones responsables de la compréhension auditive, impliquée dans le langage, est environ dix fois moins important. Les chercheurs en concluent que cette différence est à l'origine de ses difficultés d'apprentissage du langage et de ses prouesses de penseuse visuelle.

### Conception de la machine à câlin
Dans sa jeunesse, Temple Grandin s'est rendu compte qu'elle recherchait des pressions profondes et de la stimulation : « Une autre chose que je n'ai jamais dite au psychiatre, c'était mon désir de construire un appareil qui me procurerait du bien-être par le contact. Même moi, je sentais que ce genre d'idée serait inscrit dans la colonne « bizarre » sur mon tableau ». Dans un premier temps, elle a rencontré la désapprobation des psychologues de son collège, qui ont cherché à confisquer son prototype.
Elle écrit un article scientifique sur sa machine et les effets de la pression de stimulation, qui est publié dans le Journal of Child and Adolescent Psychopharmacology en 1992, et perfectionne l'objet de manière à le rendre aussi confortable que possible à l'utilisation. En 1999, une publication pilote étudie l'efficacité de la machine à câlin pour tenter de réduire l'anxiété des enfants autistes, et en conclut que cet outil est efficace. Temple Grandin utilise cette machine sur elle-même deux fois par jour, durant de nombreuses années. En février 2010, lors d'une entrevue avec des journalistes du Time magazine, elle déclare ne plus utiliser sa machine à câlin, qui a cassé en 2008 et qu'elle n'a pas réparée depuis. Elle affirme être désormais capable de serrer des gens dans ses bras.

### Conférences
La sortie du film Rain Man, en 1988, entraîne une fascination pour l'autisme savant. C'est dans ce cadre que Temple Grandin, alors presque inconnue, prend la parole lors d'une conférence en Caroline du Nord en 1989, pour témoigner que les personnes autistes peuvent connaître le succès professionnel grâce aux particularités dues à leur autisme, comme la pensée visuelle. Cette intervention, très appréciée et largement suivie, lance de fait sa carrière militante. D'après Steve Silberman, cette prise de parole d'une personne qui s'identifie comme autiste contribue à « briser des décennies de honte et de stigmatisation » envers les autistes. Pour de nombreux professionnels de santé de l'époque, l'existence d'une personne autiste adulte titulaire d'un doctorat et menant une carrière professionnelle fructueuse semble impossible. Temple Grandin témoigne de ses particularités neurologiques et sensorielles lors de nombreuses conférences, expliquant son succès non par une « guérison » de l'autisme, mais par un apprentissage continu des normes sociales. En 2010, elle participe à une conférence TED, qu'elle intitule « The World Needs all Kinds of Minds » [« Le monde a besoin de toutes sortes d'esprits »]. L'enregistrement vidéo est visionné plus de 4 millions de fois.

### Ma vie d'autiste
Temple Grandin est la première personne à avoir écrit une autobiographie permettant de comprendre l'autisme « de l'intérieur », Emergence, en 1986 (dont la traduction française sous le titre Ma vie d'autiste a été publiée en septembre 1994). Au contraire de la majorité des ouvrages médicaux de l'époque, elle présente son autisme comme étant à la fois un handicap et un avantage, suivant sa formule devenue célèbre, « Différent(e), pas attardé(e) ! » (Different, not less!, en anglais). À l'époque, l’authenticité de cette première publication, de même que la condition d'autiste de Temple Grandin, sont mises en doute par plusieurs professionnels de santé. L'auteur de la préface, le psychologue Bernard Rimland, présente Emergence comme étant « le premier livre écrit par une personne qui a guéri de l'autisme ». En revanche, le neurologue britannique Oliver Sacks met en doute le fait que Temple Grandin soit bien l'auteur de son autobiographie, considérant impossible qu'une personne autiste puisse se livrer à l'introspection. Il soupçonne sa co-auteur, Margaret Scariano, d'être son nègre littéraire.

### Un anthropologue sur Mars

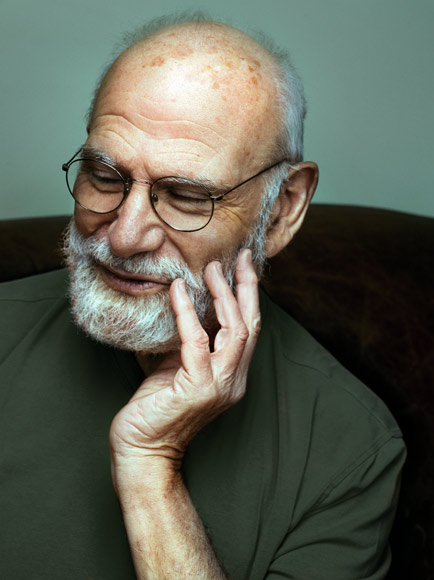
Le psychiatre américain Oliver Sacks, auteur d′Un anthropologue sur Mars.

Oliver Sacks révise sa position après une rencontre avec Temple Grandin en 1991, qui lui inspire le titre de son futur succès de librairie, Un anthropologue sur Mars. À cette occasion, il suit son travail de zootechnicienne pendant plusieurs jours. Temple Grandin commente cette rencontre en disant qu'Oliver Sacks est finalement aussi excentrique qu'elle-même. D'après Silberman, « après cinquante ans d'études de cas présentant les personnes autistes comme des robots ou des imbéciles, Sacks a présenté Grandin dans toute la grandeur de son humanité ». Peu après la parution de l'ouvrage, Sacks reçoit des centaines de messages de personnes qui se reconnaissent (ou reconnaissent des proches) dans le portrait qu'il a dressé de Temple Grandin.

« [...] et l'autiste continuera à se heurter aux arcanes de la société humaine — mais en s'y sentant, nous dit-elle, « comme un anthropologue sur Mars ». »

— Oliver Sacks, Un anthropologue sur Mars
Cet ouvrage paru en 1995 rend Temple Grandin populaire auprès du grand public,.

### Penser en images
Temple Grandin détaille dans son second livre, Penser en images (1995, trad. en français en 1997), le mode de fonctionnement de sa pensée : « Pour moi, les mots sont comme une seconde langue. Je traduis tous les mots, dits ou écrits en films colorés et sonorisés ; ils défilent dans ma tête comme des cassettes vidéo ». Elle le présente à la fois comme un avantage et un handicap, du fait qu'il est facile de se laisser entraîner par ce flot d'images : « Chaque souvenir vidéo en déclenche un autre de façon associative, et ma rêverie peut m’écarter assez loin du problème initial [...] Ce fonctionnement par association est un bon exemple de la façon dont mon esprit s’écarte du sujet. Des autistes plus sévèrement atteints que moi ont du mal à arrêter la chaîne interminable des associations. Moi, j’arrive à l’arrêter et à remettre mon esprit sur les rails ». Elle témoigne également de l'avantage que ce mode de pensée lui procure dans le cadre de son métier d'ingénieure :

« Je suis une penseuse visuelle, et quand je dessine un équipement je peux le tester dans ma tête, comme un ordinateur en réalité virtuelle, »

— Temple Grandin, Asperger's and Self-Esteem
À l'époque de la rédaction de la première édition de cet ouvrage, elle postulait que toutes les personnes autistes utilisaient ce même type de pensée en images, une hypothèse qu'elle a corrigée plus tard,. Elle utilise cette pensée en images pour se remémorer des moments passés, sous forme de films : « J'ai des émotions, et elles peuvent être très fortes quand je les expérimente, mais l'émotion est dans le présent. Les informations que j'ai en mémoire appartiennent au passé, donc n'ont plus les émotions associées. [...] C'est juste un film ».

## Vie personnelle

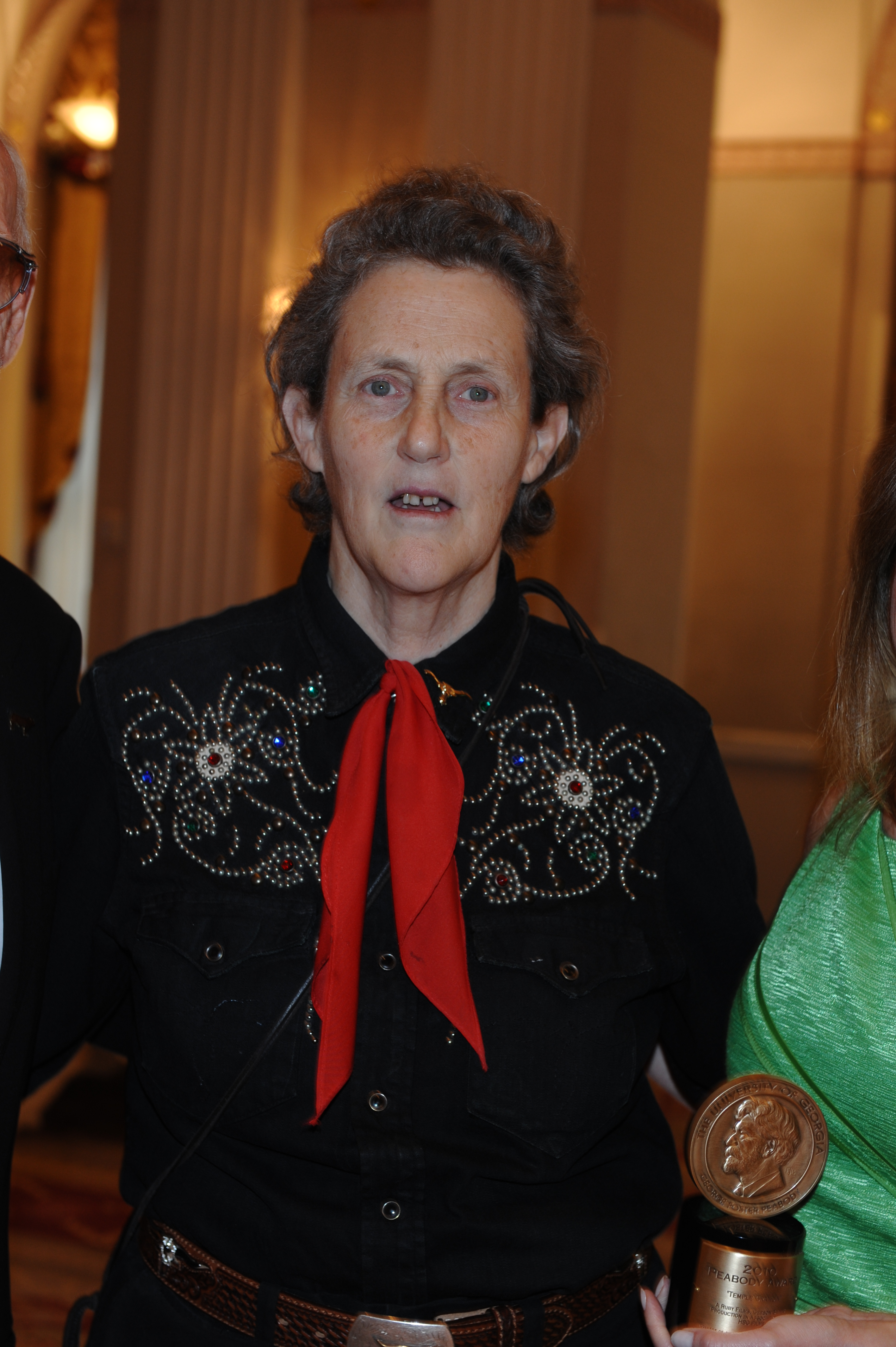
Temple Grandin aux 70e Peabody Awards, en 2011, portant ses vêtements de cow-boy.

Temple Grandin est connue pour son allure masculine (elle mesure 1,78 m pour environ 77 kg), ses vêtements de cow-boy et son sens de l'humour, qu'elle décrit comme étant basé sur le visuel. Elle a appris l'humour au début des années 1990, pour rendre ses conférences « moins monotones ». Elle ne s'est jamais mariée, n'a pas d'enfants et déclare ne pas avoir de vie sexuelle ni de relation amoureuse suivie : « Les relations romantiques ont un niveau de complexité sociale que je ne comprends toujours pas, et j'ai consciemment choisi de m'en écarter » (2005). En raison de ses difficultés en matière de relations sociales, elle estime que cette situation lui convient. Dans Penser en images, elle écrit n'être « pas capable de plus d'empathie qu'un animal ». Elle a cependant accumulé de l'expérience grâce à ses contacts avec les autres, qui lui ont permis de nettement améliorer ses capacités sociales, bien qu'elle ait longtemps rencontré de nombreuses difficultés pour comprendre les émotions complexes. Elle s'est constituée une « vidéothèque de situations sociales », lui permettant de trouver la bonne manière de réagir aux émotions d'autrui, grâce à son raisonnement logique. Elle applique également des règles strictes de moralité, qu'elle dit avoir perfectionnées grâce à l'expérience acquise au fil des années : « À l'âge de 46 ans, j'ai une vaste base de données et je suis capable de déterminer de façon logique quelle personne a de bonnes intentions et quelle personne en a de mauvaises [...] c'est quelque chose que toutes les personnes avec autisme doivent apprendre ». En 2005, elle déclare être devenue une bonne « détective sociale ».
Elle mange de la viande, mais dit avoir essayé de suivre un régime végétarien, qui ne lui a pas convenu. Elle n'écoute pas de musique, disant n'éprouver aucun plaisir particulier dans cette activité et ne pas être capable de suivre le même rythme musical que les autres personnes qui en écoutent. Elle ne trouve pas non plus de plaisir dans la contemplation de la nature. Elle déclare être douée pour le dessin et l’ingénierie, mais très mauvaise pour la musique et les mathématiques. Elle explique que ses meilleures relations amicales sont avec des personnes partageant ses centres d'intérêt pour l’ingénierie, le comportement animal et la génétique. Elle lit et regarde de la science-fiction (elle a longtemps été fan de Star Trek) et des thrillers à la télévision, plutôt que des productions plus dramatiques ou romantiques. En dehors de son intérêt pour la zootechnie, le bien-être animal et le mouvement pour les droits des personnes autistes, Temple Grandin a pratiqué l'équitation et s'intéresse au cinéma et à la biochimie.
Son hypersensibilité sensorielle aux bruits et au toucher et sa tendance à l'angoisse affectent toujours de nombreux aspects de sa vie, l'obligeant à prendre des antidépresseurs au quotidien afin de prévenir d'éventuelles crises. Elle déteste en particulier les bruits forts et soudains, les ballons de baudruche, et les sons de moteurs de sèche-cheveux et de ventilateurs portables. Elle rencontre des problèmes propres à la dyslexie, tels que la confusion de sons et de lettres proches. Malgré les difficultés quotidiennes induites par son autisme, Temple Grandin déclare aussi : « Si je pouvais claquer des doigts et devenir non-autiste, je ne le ferais pas. L'autisme fait partie de ce que je suis »,.

## Prises de position

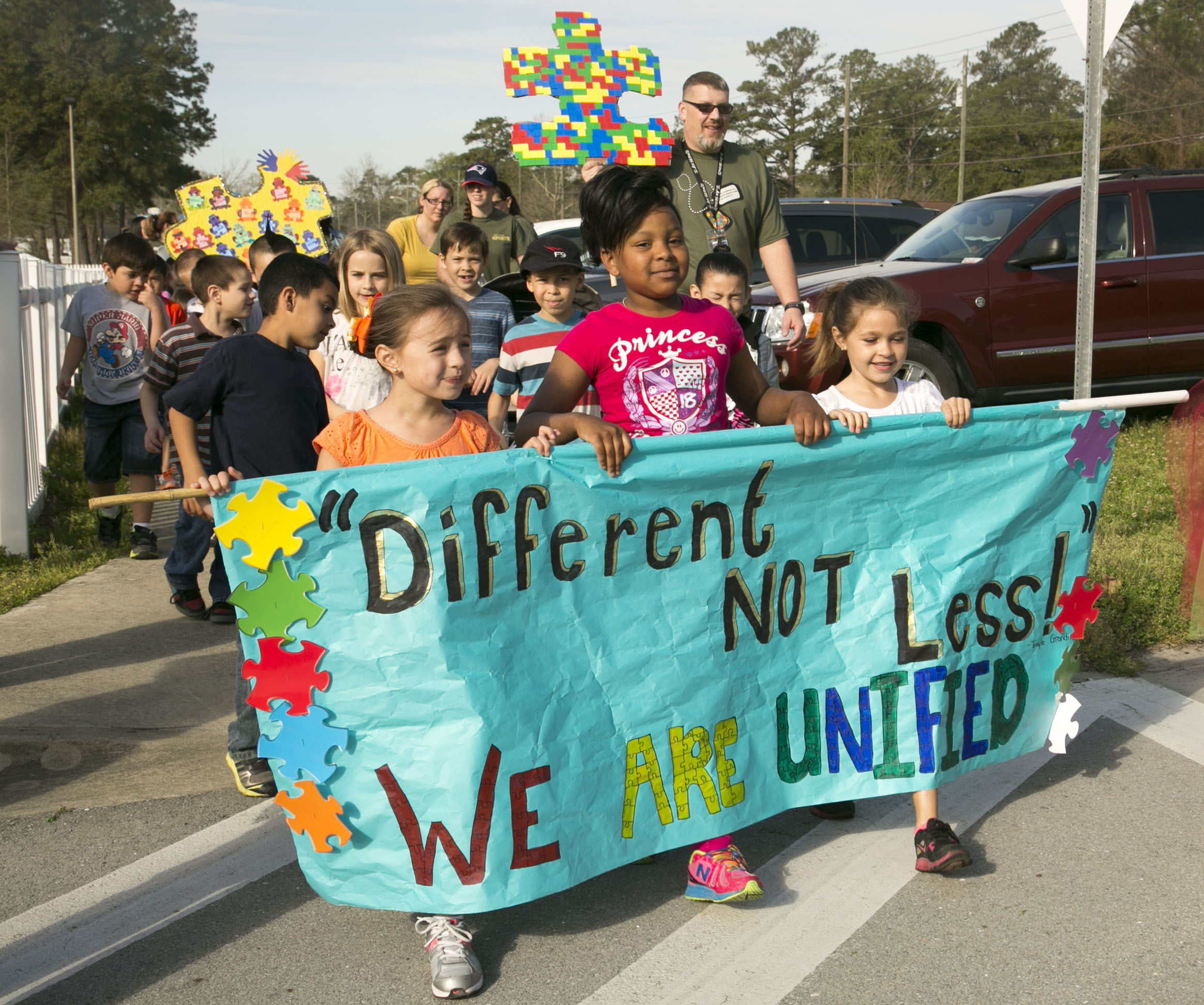
L'expression Différent(e), pas attardé(e) ! (Different, not less! en anglais), reprise par le mouvement pour les droits des personnes autistes, a été popularisée par Temple Grandin.

Temple Grandin s'est surtout impliquée dans des débats concernant le bien-être animal et l’autisme. Bien que ces deux domaines paraissent avoir peu de rapports, elle utilise sa perception et son expérience d'autiste pour mieux comprendre le point de vue des animaux. Elle développe cette idée dans son ouvrage L'Interprète des animaux, rapprochant les capacités des personnes autistes décrites comme savantes de celles des animaux. Pour elle, « le génie animal est sans doute l'équivalent du génie de certains autistes ». Ce double engagement lui a valu d'être qualifiée de « voix des sans-voix » (voice for the voiceless) par sa biographe Annette Wood.
Elle estime que « [les] animaux et [les] autistes sont des diviseurs. Ils voient mieux les différences que les ressemblances ». L'aptitude à repérer les formes cachées est également d'après elle meilleure chez les animaux et les personnes autistes que chez les personnes non autistes. Cette théorie a fait l'objet d'une publication de recherche en 2008, faisant état d'un certain consensus, parmi les neuroscientifiques, pour rapprocher les capacités des autistes dits savants de la cognition animale. Cependant, Giorgia Vallortigara et son équipe réfutent que les animaux aient un mode de pensée similaire à celui des autistes.
Temple Grandin a dressé un parallèle entre la maltraitance aux animaux et celle des personnes handicapées, notant que les États américains dans lesquels les animaux sont les plus maltraités sont également ceux où les personnes handicapées font face à davantage de discriminations. Elle plaide pour que davantage d'enfants occidentaux jouent à l'extérieur et soient en contact avec la nature et les animaux, afin que leurs capacités à résoudre des problèmes soient stimulées, et qu'ils puissent envisager des carrières fructueuses dans l'agriculture, la zootechnie ou encore la botanique. Elle réprouve le manque de morale et de valeurs véhiculé par les productions cinématographiques et télévisuelles modernes.

### Bien-être animal
L'engagement de Temple Grandin en faveur du bien-être animal dans les années 1990 a accéléré ce mouvement sociétal, entraînant une large exposition médiatique de ce thème à l'époque. Son essai Animals are not things [« Les animaux ne sont pas des choses »] a eu un fort impact : elle y développe l'idée selon laquelle, bien que les animaux soient techniquement la propriété des êtres humains selon la plupart des textes de loi, ces derniers devraient également leur garantir un traitement éthique et des droits. Elle ne remet pas en cause la domestication ni l'élevage des animaux, mais agit pour offrir une meilleure vie et une mort sans douleur aux animaux d'élevage. Elle s'investit également auprès du Kennel Club et de parcs zoologiques.

#### Abattages rituels
Au début de sa carrière, Temple Grandin est choquée par sa visite d'un abattoir shehita : « J'ai des cauchemars depuis que j'ai visité l'usine de Spencer Foods en Iowa il y a quinze ans. Des employés portant des casques de football tiraient avec des lanières attachées au museau d'animaux à bout de souffle, maintenus par une chaîne entourant une de leurs pattes arrière. Chaque animal terrifié était forcé, avec une tige électrique, de pénétrer sur une plate-forme avec un plancher glissant à 45 degrés. Les animaux glissaient alors, puis tombaient et les employés les élevaient dans les airs par la patte attachée. Comme je fixais cette abomination, j'ai pensé : Ça ne devrait pas se produire dans une société civilisée. Si l'enfer existe, j'y suis. Je me suis promis d'inventer un système plus éthique pour les animaux. ». Elle travaille avec l'aide de rabbins sur la conception d'un système d'abattoir shehita plus respectueux.
Elle diffuse sur son site des recommandations pour les abattages rituels : du point de vue du bien-être de l'animal, la considération première pendant l'abattage est surtout la méthode stressante et cruelle de rétention utilisée dans plusieurs abattoirs. En février 2010, elle a remis en cause les protocoles utilisés dans des études néo-zélandaises sur la shehita et insisté sur l'importance qui doit être accordée à la taille du couteau employé lors du sacrifice, et sur la nature du processus utilisé pour restreindre les mouvements des animaux et atténuer la douleur. Elle estime qu'un abattage rituel correctement effectué ne doit susciter aucune réaction violente de l'animal.

#### Techniques d'élevage et industrie de la viande

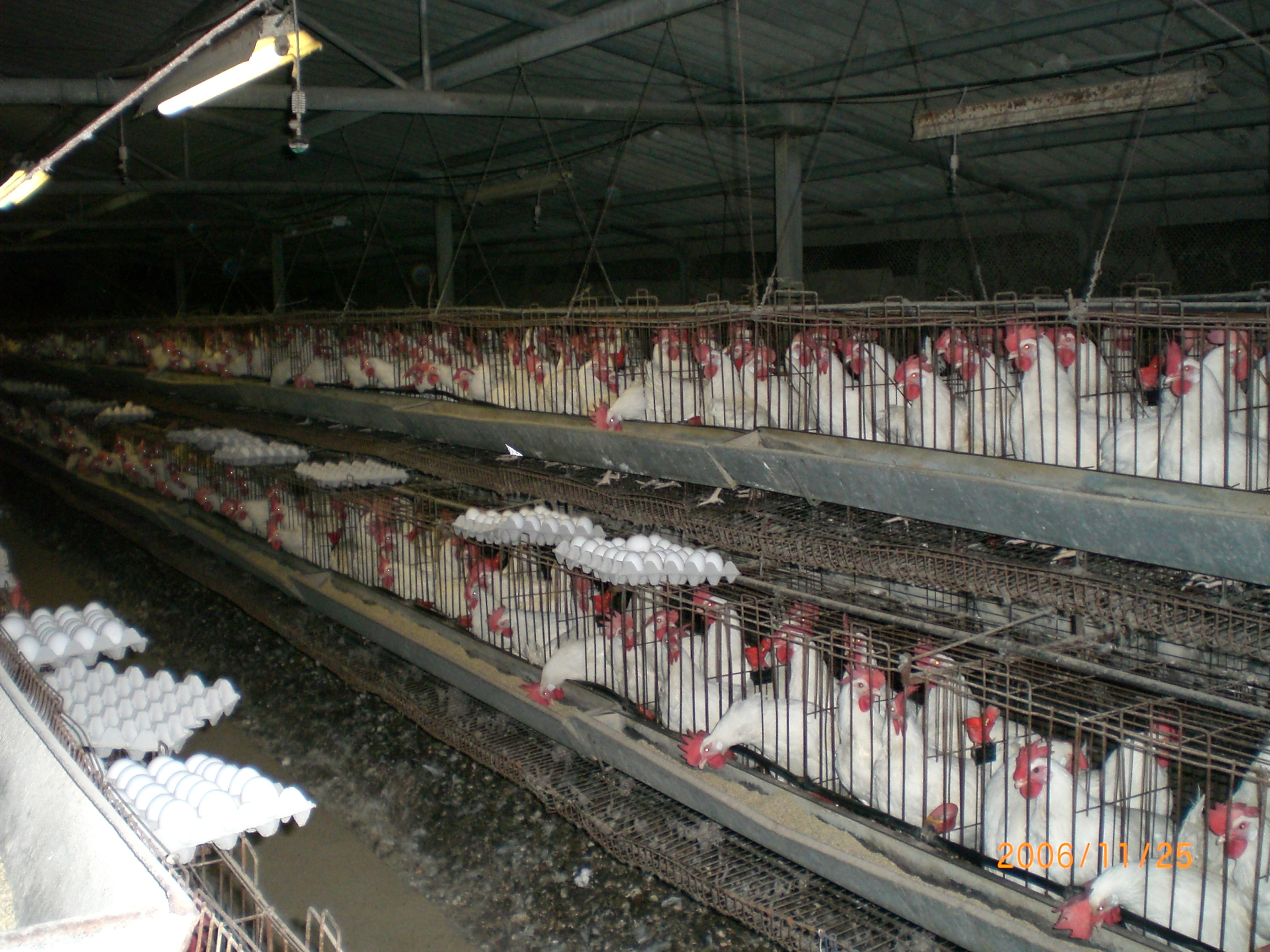
Élevage de poules pondeuses en batterie.

Temple Grandin est favorable à l'élevage des animaux pour la consommation humaine. Elle déclare à ce propos que, si elle était un animal herbivore, elle « préférerait mourir dans un abattoir » doté d'un système qu'elle a conçu pour rendre l'opération sans douleur, plutôt que dans la nature, en souffrant de la faim ou dans la conscience de l'attaque d'un prédateur : au début de sa carrière, elle a vu dans un ranch en Arizona un veau toujours vivant partiellement dévoré par des coyotes, et en a conclu que « la Nature peut être très rude ».
Elle s'oppose aux techniques d'élevage génératrices de souffrance animale, telles que l'élevage en batterie et la manipulation brutale des poussins, occasionnant des fractures des ailes. Elle demande que les truies d'élevage puissent disposer de davantage d'espace dans leurs stalles lorsqu'elles mettent bas. Elle s'est déclarée opposée à l'immobilisation des animaux par décharges électriques. Cependant, elle ne s'oppose pas par principe aux grands élevages, ayant constaté au cours de sa carrière que les mauvais traitements aux bovins ne dépendent en rien de la taille de l'exploitation.
En 2012, en pleine controverse à propos de l'utilisation du pink slime par les industriels américains de l'alimentation, elle a déclaré soutenir la présence de ce produit sur le marché.

### Conception de l'autisme
Temple Grandin défend l'existence d'un continuum dans les troubles du spectre de l'autisme (TSA), et se déclare peu attachée aux « étiquettes » (syndrome d'Asperger, autisme de haut niveau, autisme infantile, trouble envahissant du développement non spécifié...) en la matière. Elle considère que l'autisme n'est pas « provoqué par une blessure psychologique » mais « par une lésion du système nerveux central » et que sa cause n'est pas « psychologique » mais « physiologique ». Elle affirme que l'autisme « est lié à une mauvaise interconnexion entre les neurones, qui rend le système nerveux central hyperactif et hyperréactif aux stimulations extérieures ». Elle plaide pour la reconnaissance de l'autisme en tant que handicap, plutôt que comme maladie mentale. Elle défend également la neurodiversité, en s'opposant à toute politique eugéniste qui viserait à éliminer l'autisme du patrimoine génétique humain, dans la mesure où l'existence de personnes qui ne s'intéressent pas aux relations sociales permet selon elle des avancées majeures en matière de sciences et d'art :

« Ils devraient se demander pourquoi Dieu ou la nature a créé des conditions aussi terribles que l'autisme, les maniaco-dépressions et la schizophrénie. Toutefois, si les gènes qui causent ces conditions étaient éliminés, il y aurait un prix terrible à payer,. »

— Temple Grandin
Elle rejoint la théorie du chercheur australien Allan Snyder sur le fonctionnement cognitif particulier des personnes autistes, qui accèdent à des informations brutes et ne traitent pas ce qu'elles voient et entendent comme un tout unifié, à la manière des personnes non autistes. Elle insiste sur le rôle joué par les hypersensibilités sensorielles dans la vie quotidienne des autistes, et estime que la plupart d'entre eux utilisent une pensée visuelle. Par ailleurs, elle s'est investie pour favoriser l'emploi des personnes autistes, à travers ses témoignages et la publication d'articles et d'ouvrages spécialisés autour de cette question. Elle plaide pour que les talents et les passions des personnes autistes soient valorisés et cultivés.
Elle est favorable à une thérapie cognitivo-comportementale (TCC) précoce, qu'elle estime efficace pour apprendre le langage aux enfants autistes, déclarant que l'intégration sensorielle devrait faire partie de l'apprentissage précoce de l'enfant autiste, alors que la psychothérapie et la psychanalyse sont d'après elle des interventions en autisme sans aucune utilité. Elle déclare que si sa mère l'avait laissée manifester ses comportements autistiques (stéréotypies, persévération...) au lieu de la prendre en charge précocement et de supprimer ces comportements, cela aurait été la pire chose à faire : « Si vous avez un enfant de trois ans non-verbal qui montre des signes de trouble autistique, vous devez immédiatement commencer un travail avec votre enfant ». Elle estime important d'enseigner les règles sociales et la politesse aux enfants autistes dès leur plus jeune âge. Elle ajoute que cet enseignement ne doit pas pour autant entrer en contradiction avec les préférences de choix de vie de la personne autiste à l'âge adulte, notamment en termes de vie amoureuse, de mariage et de parentalité, de nombreuses personnes autistes ou non pouvant mener une vie épanouie sans se marier ni avoir d'enfants.
Elle s'est exprimée contre une déclaration du pédopsychiatre et psychanalyste français Pierre Delion, qui citait sa machine à câlin comme « excellent exemple des fonctions vers lesquelles le packing tend pour aider les personnes autistes à retrouver une contenance suffisante lorsqu'elles traversent des moments de déconstruction trop angoissants », déclarant qu'elle « aurait détesté le packing, car l'enfant doit être en mesure de contrôler la pression lui-même ».

## Médiatisation
Temple Grandin est devenue très médiatique. Elle a répondu à des interviews pour Time, People, Discover, Forbes, U.S. News & World Report et The New York Times,. Une interview a été diffusée sur la National Public Radio (NPR) dans tous les États-Unis, et dans certains pays européens.

### Cinéma
Elle a conseillé Dustin Hoffman pour jouer le rôle de Raymond Babbitt dans le film Rain Man,.
Elle apparaît dans L'Enfant cheval (The Horse Boy), un documentaire réalisé en 2009.

### Télévision

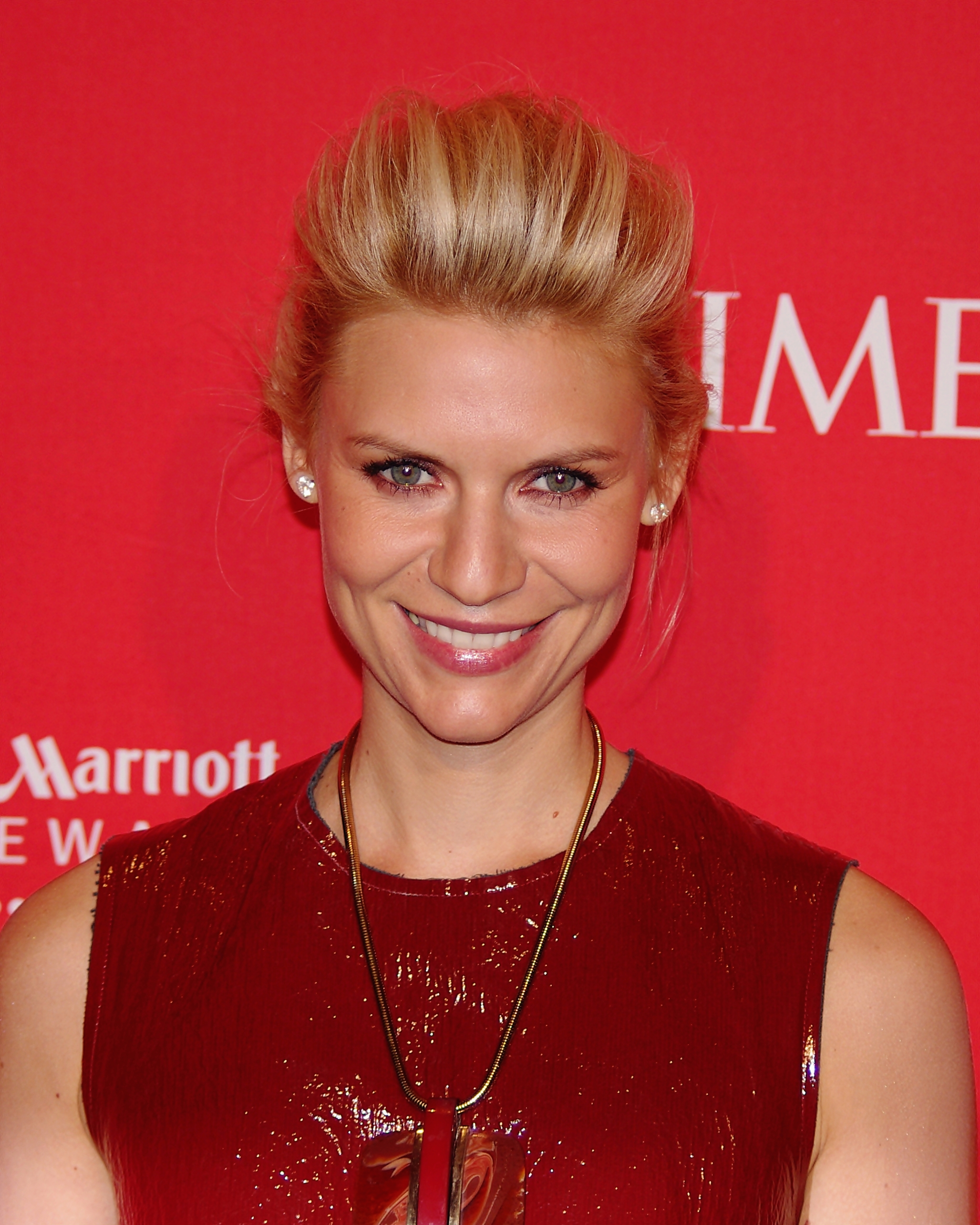
Claire Danes a incarné Temple Grandin dans un téléfilm semi-biographique.

Temple Grandin est apparue dans d'importantes émissions de télévision, telles que 20/20, 48 Hours, 60 Minutes, et a été interviewée sur CNN. Elle est intervenue dans l'émission de Lisa Davis It's Your Health diffusée dans Primetime Live sur ABC, dans The Today Show, Larry King Live et Fresh Air.
En 1998, Errol Morris réalise Stairway to Heaven [« (Les) Marches du paradis »], un documentaire consacré à Temple Grandin, troisième épisode de la première saison de série First Person. Horizon lui a consacré un documentaire, The Woman Who Thinks Like a Cow [« La femme qui pense comme une vache »], diffusé pour la première fois sur la BBC le 8 juin 2006, puis dans Nick News with Linda Ellerbee au printemps 2006.
Un téléfilm semi-biographique réalisé par Mick Jackson pour la chaîne de télévision câblée HBO, intitulé Temple Grandin, retrace les grandes étapes de son parcours,. Claire Danes y joue le rôle principal. Ce film met en valeur l'engagement de Temple Grandin dans la sensibilisation en matière d'autisme et de bien-être animal. Elle a un avis positif sur cette réalisation télévisuelle. Le film est sorti le 6 février 2010. C'est un succès critique dominant dans les prix des guildes, les catégories des téléfilms et mini-séries. Il a été nommé pour 15 Primetime Emmy Awards et en a gagné 7, dont celui du meilleur téléfilm (en), de la meilleure réalisation et celui de la meilleure actrice pour Claire Danes,. Temple Grandin était présente à la cérémonie des Emmys, qui se déroulait durant son 62e anniversaire, et s'est adressée brièvement au public.
En février 2011, elle a fait l'objet d'un épisode dans la série documentaire de Science Channel, Ingenious Minds (Esprits ingénieux). Temple Grandin apparaît dans When Animals Adopt, un documentaire réalisé en 2011.

## Publications
Temple Grandin est l'autrice de très nombreux livres sur les thèmes des animaux et de l'autisme, dont deux autobiographies, qui sont historiquement les premiers ouvrages au monde à avoir présenté le point de vue d'une personne autiste se revendiquant comme telle. Ses ouvrages les plus célèbres sont Penser en images, paru en 1995, L'Interprète des animaux, paru en 2005, Animals Make us Humans (Les animaux nous rendent humains) et Making Animals Happy (Rendre les animaux heureux), tous deux parus en anglais en 2009.

### Ouvrages et articles sur l'autisme

#### Traduits en français
- Temple Grandin et Margaret M. Scariano (coll.) (trad. de l'anglais par de l'anglais américain par Virginie Schaeffer, préf. de Gilbert Lelord), Ma vie d'autiste [« Emergence : labeled autistic »], Paris, Odile Jacob, septembre 1994, 1re éd., 200 p., 22 cm (ISBN 2-7381-0265-4 et 978-2-7381-0265-2, OCLC 31724753, BNF 35717062, présentation en ligne) En livre de poche : Ma vie d'autiste (trad. de l'anglais), Paris, Odile Jacob, coll. « Poches » (no 38), janvier 2001, 233 p., 18 cm (ISBN 2-7381-0919-5 et 978-2-7381-0919-4, OCLC 466734556, BNF 37207898, présentation en ligne). Traduit en espagnol en 1997[188] et en allemand en 2014[189].
- Temple Grandin (trad. de l'anglais par de l'anglais américain par Virginie Schaefer, préf. d'Oliver Sacks), Penser en images et autres témoignages sur l'autisme [« Thinking in pictures and other reports from my life with autism »], Paris, Odile Jacob, mai 1997, 1re éd., 261 p., 22 cm (ISBN 2-7381-0487-8 et 978-2-7381-0487-8, OCLC 37621631, BNF 36169259, présentation en ligne). Traduit en italien en 2006[190], en portugais en 2007[191] et en turc en 2011[192].
  - Réédition anglophone enrichie en 2009 : (en) Temple Grandin, Thinking in Pictures, Bloomsbury Publishing, 2009, 304 p. (ISBN 978-1-4088-0730-9 et 1-4088-0730-0, lire en ligne).
- Temple Grandin et Richard Panek (trad. de l'anglais par de l'anglais américain par Agnès Botz), Dans le cerveau des autistes [« The Autistic Brain : Thinking accross the Spectrum »], Paris, Odile Jacob, mai 2014, 1re éd., 253 p., 22 cm (ISBN 978-2-7381-3087-7 et 2-7381-3087-9, OCLC 881254768, BNF 43866738, présentation en ligne). 
  - Édition originale anglophone en 2013 : Temple Grandin et Richard Panek, The Autistic Brain : Thinking Across the Spectrum, Houghton Mifflin Harcourt, 2013, 304 p. (ISBN 978-0-547-85818-0 et 0-547-85818-3, lire en ligne)
  - Traduit en japonais, en espagnol, en italien, en tchèque et en néerlandais en 2014[193].
- Temple Grandin et Sean Barron (trad. de l'anglais par de l'anglais américain par Françoise Forin-Mateos), Comprendre les règles tacites des relations sociales : décoder les mystères de la vie en société à travers l'autisme [« The Unwritten Rules of Social Relationships »], Louvain-la-Neuve, De Boeck, coll. « Questions de personne / TED (troubles envahissants du développement) », août 2014, 1re éd., 384 p., 24 cm (ISBN 978-2-8041-2133-4 et 2-8041-2133-X, OCLC 892720108, BNF 44388844, présentation en ligne). Réédité en seconde édition sous le titre "Autisme : décoder les mystères de la vie en société", De Boeck 2019. Traduit en japonais en 2009, en chinois en 2013 et en italien en 2014[194].
  - Édition originale anglophone en 2005 : (en) Temple Grandin et Sean Barron, The Unwritten Rules of Social Relationships, Future Horizons, 2005, 383 p. (ISBN 1-932565-06-X et 9781932565065)
- Temple Grandin (trad. de l'anglais par de l'anglais américain par Max Artuso et Chantal Brousse), Temple nous parle... de l'autisme et des problèmes sensoriels [« Temple Talks... About Autism and the Older Child »], Grasse, AFD, coll. « Autisme & troubles du développement », 31 mars 2016, 158 p. (ISBN 978-2-917150-36-8 et 2-917150-36-X, OCLC 948657539).

#### Non-traduits en français
- (en) Temple Grandin, « Teaching Tips from a Recovered Autistic » [« Conseils d'enseignement de la part d'une autiste rétablie »], Focus on Autistic Behaviour, vol. 3,‎ avril 1988 (ISSN 0887-1566, DOI 10.1177/108835768800300101, lire en ligne, consulté le 5 novembre 2016).
- (en) Temple Grandin, « An Inside View of Autism », dans High-Functioning Individuals with Autism [« L'autisme vu de l'intérieur »], Springer US, coll. « Current Issues in Autism », 1992 (ISBN 9781489924582 et 9781489924568, DOI 10.1007/978-1-4899-2456-8_6, lire en ligne), p. 105–126.
- (en) Temple Grandin, « Calming Effects of Deep Touch Pressure in Patients with Autistic Disorder, College Students, and Animals » [« Les effets calmants d'une pression profonde sur les patients avec troubles autistiques, les étudiants d'université, et les animaux »], Journal of Child and Adolescent Psychopharmacology, vol. 2,‎ 1992, p. 63–72 (ISSN 1044-5463, DOI 10.1089/cap.1992.2.63, lire en ligne, consulté le 2 novembre 2016).
- (en) Temple Grandin, « The Learning Style of People with Autism: An Autobiography », dans Teaching Children with Autism : Strategies to Enhance Communication and Socialization [« Le style d'apprentissage des personnes avec autisme : une autobiographie »], Kathleen Ann Quill, 1995 (ISBN 0-8273-6269-2).
- (en) Temple Grandin, « Making the Transition from the World of School into the World of Work » [« Réaliser la transition du milieu scolaire au monde du travail »], Autism Research Institute, Californie, États-Unis,‎ 1996 (lire en ligne, consulté le 11 février 2009).
- (en) Temple Grandin et Kate Duffy, Developing talents : Careers for individuals with Asperger syndrome and high-functioning autism [« Cultiver les talents : carrières pour les personnes avec syndrome d'Asperger et autisme à haut niveau de fonctionnement »], Autism Asperger Publishing Company, 2008, 2e éd. (1re éd. 2004), 185 pages (ISBN 978-1-934575-28-4 et 1-934575-28-3, lire en ligne).
- (en) Temple Grandin, The Way I See It : A Personal Look At Autism And Asperger's : 32 New Subjects [« Ma façon de voir : un point de vue personnel sur l'autisme et le syndrome d'Asperger »], 2015, 4e éd. (1re éd. 2008), 375 p. (ISBN 978-1-941765-25-8 et 1-941765-25-4).
  - (en) Temple Grandin, The Way I See it : A Personal Look at Autism & Asperger's, Future Horizons, 2011, 2e éd., 339 p. (ISBN 978-1-935274-21-6 et 1-935274-21-X, lire en ligne)
- (en) Temple Grandin, « How People With Autism Think », dans Learning and Cognition in Autism [« Comment pensent les personnes avec autisme »], Springer Science & Business Media, coll. « Current Issues in Autism », 2013, 346 p. (ISBN 148991286X et 9781489912862), p. 137-158.
- (en) Temple Grandin et Debra Moore, The Loving Push : How parents and professionals can help spectrum kids become successful adults, Arlington, TX : Future Horizons, Inc., coll. « Life skills guides », 2015, 210 p. (ISBN 978-1-941765-20-3 et 1-941765-20-3, OCLC 926822268)

Elle a également collaboré avec le Dr Tony Attwood et sept autres auteurs à la rédaction de l'ouvrage Asperger's and Girls ([Le syndrome d']Asperger et les filles]), paru en 2006.

#### Cassettes vidéo et DvD de conseils
La société Future Horizons Incorporated a commercialisé des cassettes vidéo avec livrets explicatifs issus des conférences de Temple Grandin. Visual Thinking and Emotions in Autism, paru en 1998, compile son point de vue sur la pensée visuelle et les émotions des autistes. En 1999, Careers-opportunity for Growth rassemble ses conseils en matière d'emploi pour les personnes autistes, et Medications - Fact or Fiction, ses conseils d'utilisation de médicaments. En 2007, ses conseils en matière de problèmes sensoriels et d'apprentissage du langage sont réédités dans un DVD.

#### Préfaces et postfaces
Elle a écrit les préfaces de Asperger's on the Job (Les Asperger à l'emploi) de Rudy Simone, et de Ces autistes qui changent le monde de Norm Ledgin. Elle est l'auteur de la postface de How to Teach Life Skills to Kids with Autism or Asperger's (Comment enseigner les compétences de vie aux enfants autistes ou Asperger), de celle de l'ouvrage d'art Drawing Autism (Dessiner l'autisme) et de A Full Life with Autism (une vie complète avec l'autisme).

### Ouvrages et articles de sciences animales
La rédaction de Livestock Handling and Transport (Gestion et transport du bétail) lui a été commandée par CAB International, pour une première publication en 1993. Elle est toujours créditée dans les éditions suivantes. Temple Grandin et Mark Deesink ont collaboré sur les deux éditions de Genetics and the Behavior of Domestics Animals (Génétique et comportement des animaux domestiques). Ils y soulèvent les problèmes posés par la sélection des animaux d'élevage sur des critères utiles à l'industrie, par exemple la capacité des poulets à grossir rapidement. Elle a été interviewée par Michael Pollan pour son ouvrage Le Dilemme de l'omnivore. Depuis les années 1980 jusqu'en 2016, Temple Grandin a participé à plus de 200 articles de recherche.

#### Ouvrages
- (en) Temple Grandin, Livestock Handling and Transport [« Gestion et transport du bétail »], Wallingford, CAB International, juin 2007, 3e éd. (1re éd. 1993), 400 p. (ISBN 978-1-84593-219-0 et 1-84593-219-6, lire en ligne)
- (en) Temple Grandin et Mark Deesink, Humane Livestock Handling : Understanding livestock behavior and building facilities for healthier animals, Storey Publishing, LLC, 2008, 1re éd., 227 p. (ISBN 978-1-60342-028-0 et 1-60342-028-2)
- (en) Temple Grandin (dir.) et Mark Deesink (dir.), Genetics and the Behavior of Domestic Animals, London/Waltham, MA, Academic Press, 7 juin 2013, 2e éd. (1re éd. 1997), 496 p. (ISBN 978-0-12-394586-0 et 0-12-394586-0)
- Temple Grandin et Catherine Johnson (coll.) (trad. de l'anglais par de l'anglais américain par Inès Farny), L'Interprète des animaux [« Animals in Translation : Using the mysteries of autism to decode animal behavior »], Paris, Odile Jacob, septembre 2006, 1re éd., 383 p., 22 cm (ISBN 2-7381-1824-0 et 978-2-7381-1824-0, OCLC 421577007, BNF 40220779, présentation en ligne) (traduit en espagnol en 2012[207]).
- (en) Temple Grandin et Catherine Johnson, Animals Make Us Human : Creating the best life for animals [« Les animaux nous rendent humains »], Houghton Mifflin Harcourt, 2009, 342 p. (ISBN 978-0-15-101489-7 et 0-15-101489-2)
- (en) Neville G. Gregory et Temple Grandin, Animal Welfare and Meat Science, CABI Pub., 1998, 298 p. (ISBN 0-85199-296-X et 9780851992969)
- (en) Temple Grandin, Improving Animal Welfare : A practical approach, CAB International, 15 juillet 2015, 2e éd. (1re éd. 2010), 376 p. (ISBN 978-1-78064-468-4 et 1-78064-468-X)
  - (en) Temple Grandin, Improving Animal Welfare : A practical approach, Wallingford, CAB International, 2010, 1re éd., 328 p. (ISBN 978-1-84593-541-2 et 1-84593-541-1, lire en ligne)
- (en) Temple Grandin et Catherine Johnson, Making Animals Happy : How to create the best life for pets and other animals [« Rendre les animaux heureux : Comment offrir la meilleure vie aux animaux »], Bloomsbury, 2010, 2e éd. (1re éd. 2009), 340 p. (ISBN 978-1-4088-0082-9 et 1-4088-0082-9)
- (en) Temple Grandin, Temple Grandin's Guide to Working with Farm Animals : Safe, humane livestock handling practices for the small farm, Storey Publishing, 2017, 192 p. (ISBN 978-1-61212-745-3 et 1-61212-745-2, lire en ligne)

#### Articles
- (en) Temple Grandin, « Observations of cattle behavior applied to the design of cattle handling facilities » [« Observations du comportement des bovins appliquée à la conception des installations de gestion du bétail »], Applied Animal Ethology, vol. 6,‎ 1980, p. 19-31 (lire en ligne)
- (en) Temple Grandin, Stanley E. Curtis, Tina M. Widowski et John C. Thurmon, « Electro-immobilization versus mechanical restraint in an avoid-avoid choice test for ewes », Journal of animal science, vol. 62,‎ 1986, p. 1469-1480 (ISSN 0021-8812, DOI 10.2527/jas1986.6261469x, lire en ligne)
- (en) Temple Grandin, « Voluntary acceptance of restraint by sheep » [« Acceptation volontaire de la contrainte par le mouton »], Applied Animal Behaviour Science, vol. 23,‎ 1989, p. 257–261 (DOI 10.1016/0168-1591(89)90116-0, lire en ligne)
- (en) Temple Grandin, « Behavioral agitation during handling is persistent over time », Appl. Anim. Behav. Sci., vol. 36, no 1,‎ 1993, p. 1-9 (DOI 10.1016/0168-1591(93)90094-6, lire en ligne)
- (en) Temple Grandin, « Euthanasia and Slaughter of Livestock » [« Euthanasie et abattage du bétail »], Journal of American Veterinary Medical Association, vol. 204,‎ 1994, p. 1354-1360 (lire en ligne)
- Temple Grandin, K. G. Odde, D. N. Schutz et L. M. Behrns, « The reluctance of cattle to change a learned choice may confound preference tests », Applied Animal Behaviour Science, vol. 39,‎ 1er janvier 1994, p. 21–28 (DOI 10.1016/0168-1591(94)90012-4, lire en ligne, consulté le 8 novembre 2016)
- (en) Temple Grandin, Matthew B. Rooney, Megan Phillips et Richard C. Cambre, « Conditioning of nyala (Tragelaphus angasi) to blood sampling in a crate with positive reinforcement », Zoo Biology, vol. 14,‎ 1er janvier 1995, p. 261–273 (ISSN 1098-2361, DOI 10.1002/zoo.1430140307, lire en ligne, consulté le 8 novembre 2016)
- (en) Temple Grandin, Mark J. Deesing, J. J. Struthers et M. Swinker, « Cattle with hair whorl patterns above the eyes are more behaviorally agitated during restraint », Appl. Anim. Behav. Sci., vol. 46,‎ 1995, p. 117 (DOI doi:10.1016/0168-1591(95)00638-9, lire en ligne)
- (en) Temple Grandin, « Restraint of Livestock. Proceedings », dans Animal Behaviour Design of Livestock and Poultry Systems International Conference [« La contention du bétail. Procédure »], Northeast Regional Agriculture Engineering Service. Cooperative Extension, 1995 (lire en ligne), p. 208-223
- (en) Temple Grandin, « Factors That Impede Animal Movement at Slaughter Plants » [« Facteurs qui empêchent le mouvement des animaux à l'abattoir »], Journal of the American Veterinary Medical Association, vol. 209, no 4,‎ 1996, p. 757-759 (lire en ligne)
- (en) Grandin Temple, « Assessment of stress during handling and transport » [« Facteurs de stress pendant le maniement et le transport »], Journal of animal science, vol. 75,‎ 1997, p. 249-257 (ISSN 0021-8812, DOI 10.2527/1997.751249x, lire en ligne, consulté le 7 novembre 2016)
- (en) Temple Grandin, « Cattle vocalizations are associated with handling and equipment problems at beef slaughter plants » [« Les vocalisations des bovins sont associées à des problèmes de guidance et d'équipement à l'abattoir »], Applied Animal Behaviour Science, vol. 71, no 3,‎ 2001, p. 191-201 (DOI 10.1016/S0168-1591(00)00179-9, lire en ligne)
- (en) Temple Grandin, « Making slaughterhouses more humane for cattle, pigs, and sheep » [« Rendre les abattoirs plus humains pour les bovins, les cochons et les ovins »], Annual Review of Animal Biosciences, vol. 1,‎ janvier 2013, p. 491-512 (DOI 10.1146/annurev-animal-031412-103713)

### Style d'écriture et thématiques
D'après la spécialiste en littérature anglophone contemporaine Ann Jurecic, Temple Grandin est sans doute une femme de lettres expérimentée, mais ses premiers ouvrages et ceux qui ont été les plus lus sont souvent co-écrits. Elle pointe une « tendance autiste » dans son écriture, à travers son incapacité à définir une ligne d'arguments, à guider le lecteur d'un point à un autre ou à fournir un contexte pour une référence difficile. Elle utilise cependant un vocabulaire simple et largement accessible. Oliver Sacks avait noté chez elle des « lacunes narratives particulières », des discontinuités et une tendance à changer de sujet, notamment en passant de la présentation d'un cas général à celle de son expérience particulière. Ses écrits ont en effet tendance à se baser sur sa propre expérience pour en faire un cas applicable à toutes les personnes autistes. Ann Jurecic note que la prose de Temple Grandin n'est pas qualifiée de « déficiente » par la critique et par les lecteurs, probablement parce qu'elle explique longuement les particularités de son fonctionnement neurologique, ce qui constitue une explication en soi. Elle ajoute que Temple Grandin a fait de son écriture une « façon d'être au monde ».
Les écrits de Temple Grandin, comme ceux de la plupart des adultes autistes qui s'expriment, font part d'un sentiment de décalage avec le reste du monde, d'un détachement, d'une inaccessibilité des émotions et des interactions sociales, et de stratégies d'imitation qui ne sont pas toujours couronnées de succès. D'après Edgar Schneider, sa déclaration selon laquelle elle se sent comme « un anthropologue sur Mars » devrait être comprise comme « un anthropologue venant de Mars ». Elle utilise des métaphores pour décrire les relations sociales, témoignant de son incompréhension en la matière, et a dû développer sa ligne de conduite en s'imposant des règles strictes basées sur la logique plutôt que l'émotion.

## Honneurs, influence et héritage

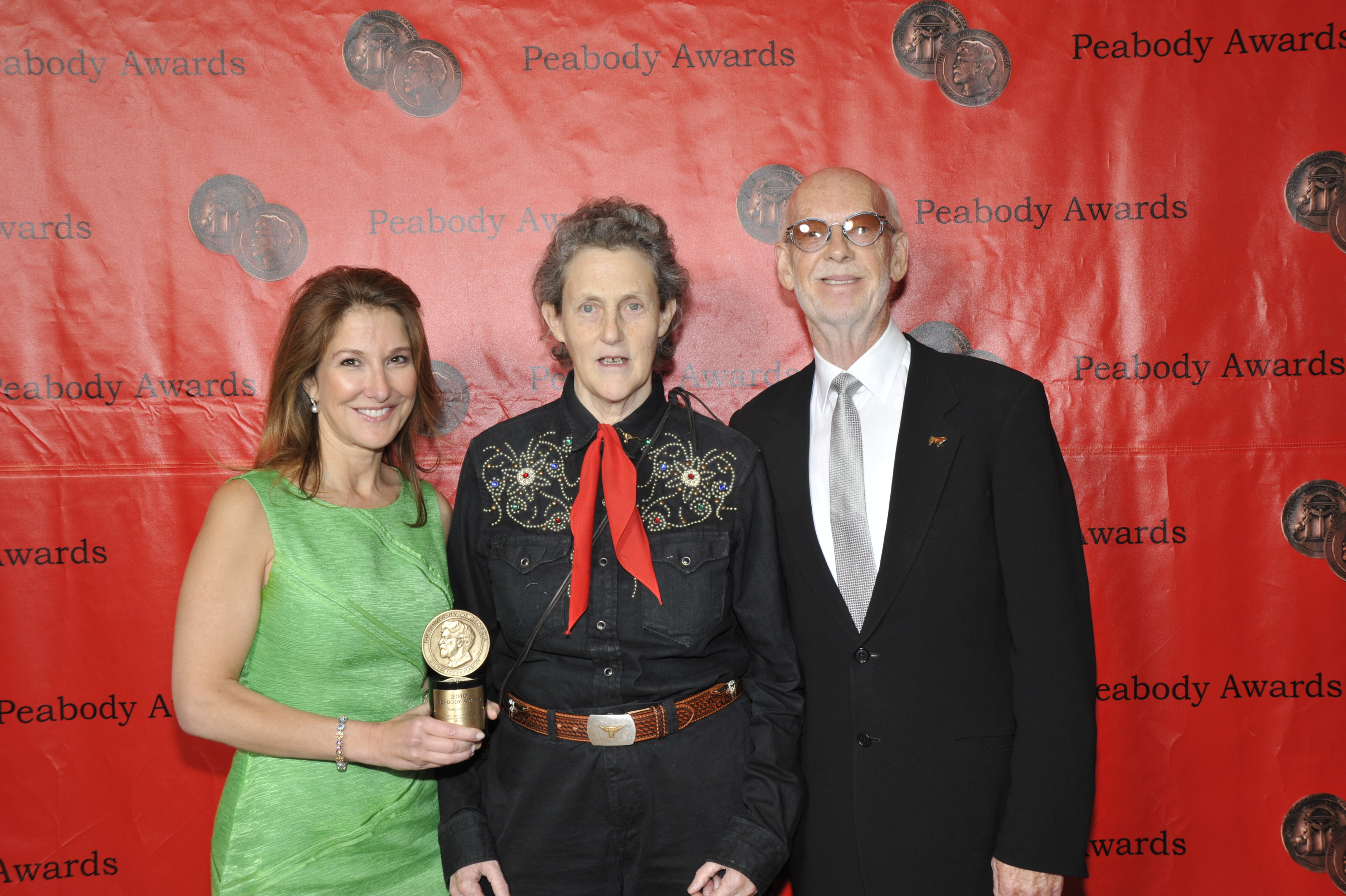
Temple Grandin avec Emily Gerson Saines et Mick Jackson lors des 70e Peabody Awards.

D'après son site web personnel, Temple Grandin a reçu environ 80 récompenses et distinctions au cours de sa carrière. En 2004, l'association People for the Ethical Treatment of Animals (PETA) lui décerne le prix du Progrès, catégorie « visionnaire ». Elle est la même année désignée comme l'une des 40 personnes les plus influentes dans l'industrie américaine de la viande de bœuf par Beef Magazine, ce qui fait d'elle la seule personne au monde à être récompensée à la fois par une association de protection animale américaine et par l'industrie de la viande américaine. Le 3 octobre 2009, elle est faite docteur honoris causa de la faculté de médecine vétérinaire et de zootechnie de l'université suédoise des sciences agricoles. En 2010, elle figure sur la Time 100 dans la catégorie « héros »,, en 21e position sur la liste. En 2011, elle reçoit la Médaille Double Hélice, et la National Humanitarian Medal (médaille nationale humaniste) de la part de l′American Humanist Association (Association humaniste américaine). En 2015, elle est nommée honorary fellow de la Society for Technical Communication. En 2016, elle est honorée par l'université Emory et entre dans le Who's Who of Food and Beverage in America de la James Beard Foundation,. En 2017, elle est inscrite au National Women's Hall of Fame,,.
Temple Grandin est considérée comme étant « certainement la plus célèbre personne autiste au monde »,. Ses témoignages sont souvent cités par des associations de parents dans le domaine de l'autisme pour souligner l'importance des méthodes développementales et cognitivistes parmi les interventions en autisme. Le Dr Tony Attwood estime qu'elle est « probablement la personne qui a permis les plus grandes avancées en matière d'autisme pendant ce siècle ». Elle a sensibilisé au fait que les autistes sont capables d'accomplissements et de contributions importantes dans la société : d'après sa biographe Annette Wood, de nombreux parents d'enfants autistes ont pris en compte les côtés positifs du syndrome d'Asperger après avoir lu ses ouvrages. D'après la journaliste française Cécile David-Weill, le parcours de Temple Grandin a beaucoup enthousiasmé les habitants des États-Unis pour des raisons culturelles, la culture américaine étant bâtie sur l'idée selon laquelle « tout le monde peut réussir ». Ainsi, elle est admirée du grand public pour avoir « surmonté son autisme ». Elle est également critiquée par certains professionnels de santé pour ses « fausses généralisations » quant à la manière dont les personnes autistes pensent et voient le monde et sa tendance à minimiser les aspects négatifs de l'autisme.
Elle est aussi l'une des plus importantes autorités internationales en matière de bien-être et de comportement animal, : d'après le magazine Discover, elle a probablement davantage œuvré à rendre l'abattage des animaux moins douloureux que quiconque. De par ses travaux, elle a gagné le respect tant des associations de protection animale américaines (PETA) que des éleveurs et des industriels de la viande. Cependant, des militants vegans critiquent son travail d'ingénieur pour les abattoirs, estimant que les animaux ne devraient pas être abattus pour la consommation humaine. Temple Grandin rapporte que de nombreuses personnes sont choquées par le paradoxe entre son amour apparent des bovins et la conception d'équipement d'abattoirs. D'après la sociologue Jessica L. W. Carey, cette critique s'est intensifiée en même temps que Temple Grandin est devenue médiatique et que les Américains se sont souciés des méfaits de l'élevage intensif.
Ses interventions ont incité les consommateurs américains à prêter attention à ce que la viande qu'ils consomment, notamment dans les resto-rapides, provienne d'animaux qui n'ont pas souffert. Ses réalisations sont un sujet de discussion populaire entre les mangeurs de viande de bœuf : il n'est pas rare d'entendre des consommateurs américains dire que la viande de bœuf qu'ils consomment a été produite grâce au matériel créé par Temple Grandin. Certains de ses anciens étudiants à l'université d'État du Colorado lui vouent une profonde admiration et la qualifient de « légende vivante ». Elle a donné ses conférences sur le bien-être animal et l'autisme dans de très nombreux pays, y compris la Chine, l'Uruguay et l'Allemagne. Elle se déclare satisfaite de sa carrière et pense avoir accompli ce qu'elle estime important.

### Citations originales
1. ↑  Traduction de : Standing on the periphery of the group was a tall young woman who was obviously interested in the discussions. She seemed shy and pleasant, but mostly she just listened. I learned her name was Temple Grandin. It wasn't until later in the week that I realized she was someone with autism. I approached her and asked if she'd be willing to speak at the next year's [ASA] conference. She agreed. The next year Temple first addressed an [ASA] audience. People were standing at least three deep. The audience couldn't get enough of her. Here, for the first time, was someone who could tell us from her own experience, what it was like to be extremely sound sensitive ("like being tied to the rail and the train's coming"). She was asked many questions: "Why does my son do so much spinning?" "Why does he hold his hands to his ears?" "Why doesn't he look at me?" She spoke from her own experience, and her insight was impressive. There were tears in more than one set of eyes that day. Temple quickly became a much sought-after speaker in the autism community.
2. ↑  Traduction de I'm a visual thinker, and when I design equipment I can test-run it in my head, like a virtual-reality computer.
3. ↑  Traduction de : If I could snap my fingers and be nonautistic, I would not. Autism is a part of what I am..
4. ↑  Traduction de : They may ask why nature or God created such horrible conditions as autism, manic depressions, and schizophrenia. However, if the genes that caused these conditions were eliminated that might be a terrible price to pay.

#### Biographies détaillées
- [Carpenter 2003] (en) Mary Carpenter, Rescued by a Cow and a Squeeze : Temple Grandin [« Sauvée par une vache et une pression : Temple Grandin »], PublishAmerica, 2003, 47 p. (ISBN 1-59129-880-6 et 978-1591298809, lire en ligne)
- [Cutler 2004] (en) Eustacia Cutler, A Thorn in My Pocket : Temple Grandin's Mother Tells the Family Story [« Une épine dans ma poche : la mère de Temple Grandin raconte l'histoire familiale »], Arlington, Future Horizons, décembre 2004, 1re éd., XI-228 p., 24 cm (ISBN 1-932565-16-7 et 978-1-93256516-4, OCLC 57390903)
- [Montgomery et Grandin 2012] (en) Sy Montgomery et Temple Grandin, Temple Grandin : How the girl who loved cows embraced autism and changed the world [« Temple Grandin : Comment une petite fille qui aimait les vaches a compris l'autisme et changé le monde »], Houghton Mifflin Harcourt, 2012, 160 p. (ISBN 978-0-547-73393-7 et 0-547-73393-3, lire en ligne)
- [Sepahban 2015] (en) Lois Sepahban, Temple Grandin : Inspiring animal-behavior scientist [« Temple Grandin : inspirante scientifique du comportement animal »], ABDO, 2015, 48 p. (ISBN 978-1-62968-691-2 et 1-62968-691-3, lire en ligne)
- [Wood 2016] (en) Annette Wood, Temple Grandin : Voice for the voiceless [« Temple Grandin : voix des sans-voix »], New York, Skyhorse Publishing, août 2016, VIII-224 p., 24 cm (ISBN 978-1-5107-0660-6 et 1-5107-0660-7, OCLC 957237470, présentation en ligne, lire en ligne)

#### Articles
- [David-Weill 2014] Cécile David-Weill, « Temple Grandin, la star des autistes », Le Point,‎ 13 mars 2014 (lire en ligne)
- [Feinstein 2011] (en) Adam Feinstein, « Looking Up interview : Temple Grandin », Looking Up, vol. 5, no 6,‎ 2011, p. 12-16 (lire en ligne, consulté le 14 octobre 2016)
- [Jurecic 2007] (en) Ann Jurecic, « Neurodiversity », College English, National Council of Teachers of English, vol. 69, no 5,‎ mai 2007, p. 421-442 (lire en ligne)
- [McGowan 2013] (en) Kat McGowan, « Exploring Temple Grandin's brain » [« Exploration du cerveau de Temple Grandin »], Discover,‎ avril 2013 (lire en ligne, consulté le 1er novembre 2016) Article mis en ligne le 13 mars 2013.
- [Mulkerrins 2011] (en) Jane Mulkerrins, « Temple Grandin : meet the autistic woman who became a leading animal behaviour expert » [« Temple Grandin : rencontrez la femme autiste qui est devenue un des principaux experts de comportement animal »], sur Daily Mail, 27 mars 2011 (consulté le 14 octobre 2016)
- [Wallis 2010] (en) Claudia Wallis, « Temple Grandin on Temple Grandin » [« Temple Grandin à propos de Temple Grandin »], Time Magazine,‎ 4 février 2010 (lire en ligne, consulté le 22 octobre 2010)
- [White 2005] (en) Randall White, « Autism First-Hand: An expert interview with Temple Grandin » [« Autisme première main : une interview d'expert avec Temple Grandin »], Medscape Psychiatry,‎ 2005 (lire en ligne, consulté le 9 mars 2016)